# St-Hérie (Matha)

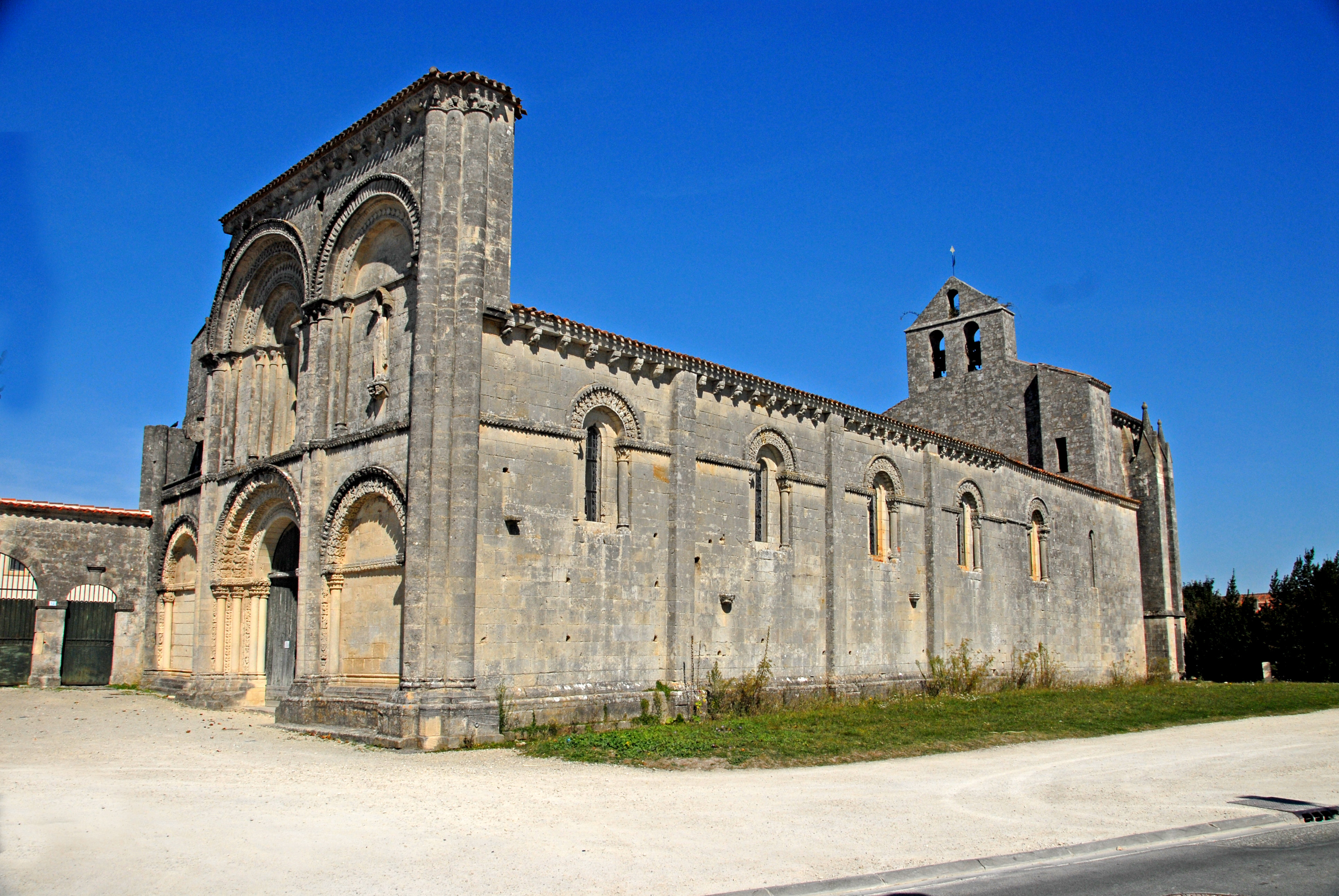
St-Hérie, Südwest-Ansicht

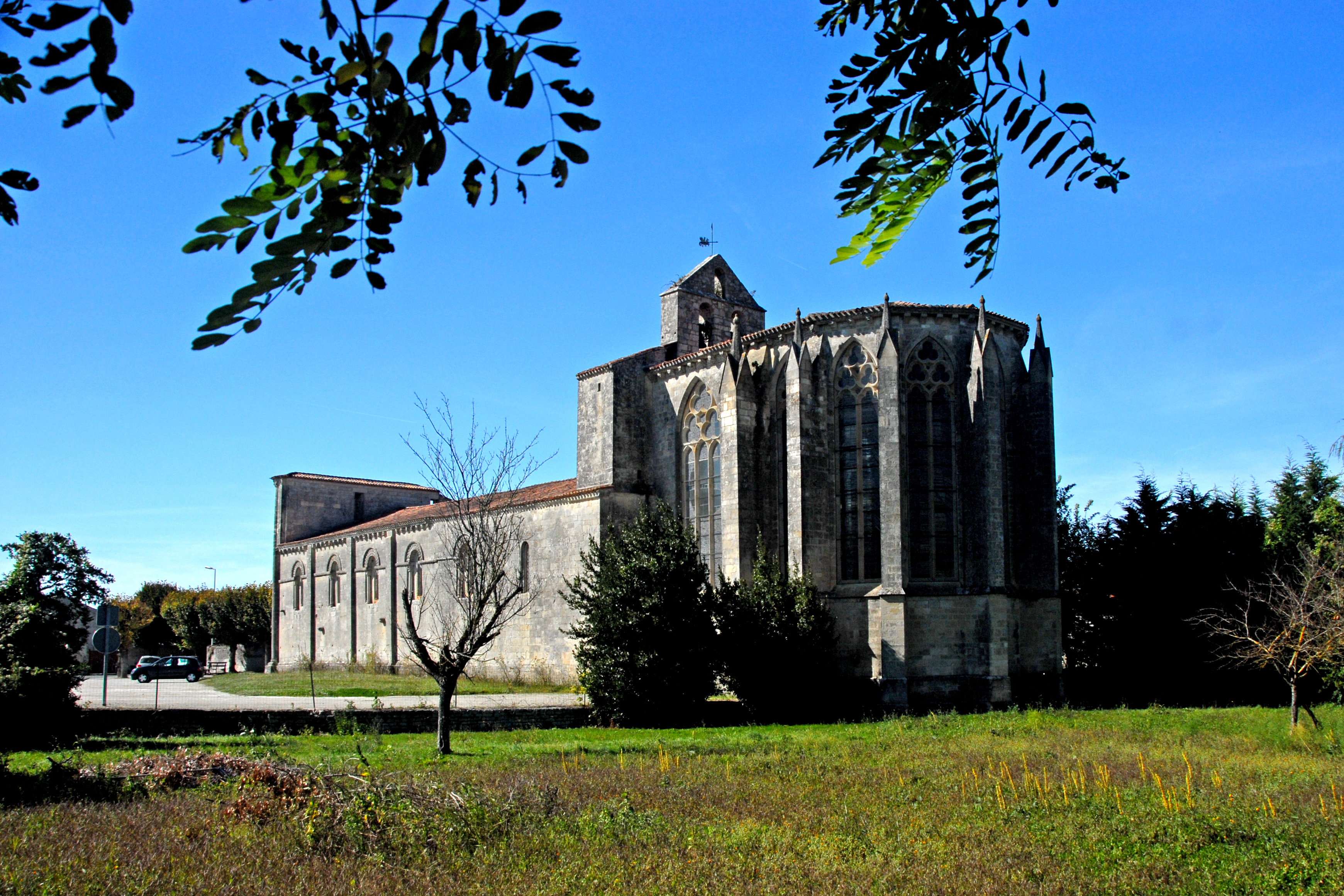
St-Hérie, Südost-Ansicht

Saint-Hérie ist eine dem heiligen Yrieix oder Aredius von Limoges (ca. 511–591) geweihte Pfarrkirche in dem früher eigenständigen Dorf Saint-Hérie, heute Ortsteil der Stadt Matha, im französischen Département Charente-Maritime, ca. 30 km nordöstlich von Saintes und ca. 20 km südöstlich von Saint-Jean-d’Angély. St-Hérie präsentiert eine Westfassade mit einer Gliederung, wie sie in der romanischen Baukunst der Saintonge üblich war. Sie ist seit 1912 als Monument historique klassifiziert.

## Geschichte
Die Kirche St-Hérie wurde im späten 11. Jahrhundert von den Benediktinern der Abtei von Saint-Jean-d’Angély gegründet. Diese Abtei war bereits unter Pippin I. gegründet worden und wurde 1010 als Benediktinerabtei von den Ordensleuten von Cluny neu gegründet. Parallel zur Errichtung der Kirche Ste-Hérie veranlassten die Mutterabtei die Gründung der Tochterabtei mit Abteikirche St-Pierre im Nachbarort Marestay. Es liegt nahe, dass die fast gleichzeitig ablaufenden Bauarbeiten an den Nachbarkirchen von denselben Mönchen und Baumeistern beaufsichtigt und durchgeführt wurden.
Sainte-Hérie war damals noch ein selbstständiger Ort, der erst später mit dem Nachbardorf Marestay zur Stadt Matha zusammengewachsen ist.
Die Mutterabtei Saint-Jean-d’Angély war eine Station auf einem der Hauptpilgerwege nach Santiago de Compostela. Davon profitierten die nahen von der Abtei gegründeten Tochterklöster und Kirchen, denen die Einnahmen durch Spenden der Pilger sicher waren. Dieser Umstand ist heute noch an der Qualität der Bauten und deren künstlerischer Gestaltung zu erkennen, beziehungsweise an den Überresten, die heute davon noch erhalten sind.
Der romanische Ursprungsbau des 12. Jhs. bestand aus einem sechs Joche langen Mittelschiff mit Tonnen-Einwölbung und zwei Seitenschiffen mit etwas tieferen Tonnengewölben, alles unter einem gemeinsamen Satteldach. Über einen wahrscheinlich vorhandenen Choranbau sind keine Belege bekannt.
In der zweiten Hälfte des 13. Jhs. wurde im neuen gotischen Stil, das romanische Schiff weit überragend, ein Chor mit Apsis errichtet, der mit Kreuzrippengewölben überdeckt wird.
Die erheblichen Verstümmelungen, die beide Kirchen von Matha erfahren mussten, ist eine Folge der Religionskriege (1562–98). Saint-Pierre-de-Marestay verlor damals sein gesamtes Langhaus mit der Westfassade. St-Hérie musste über die Hälfte des Schiffs mit allen Pfeilern und der Überwölbung einbüßen.
Von der Zerstörung bewahrt blieb vom Langhaus fast die ganze Außenwand des südlichen Seitenschiffs mit einem Traufgesims auf skulptierten Kragsteinen und ihren sechs Archivolten-Fenstern. Die letzten beiden Joche der Wand sind nur unvollständig erhalten. So fehlen dort das künstlerisch gestaltete Traufgesims und die Pfeilervorlagen. Die Archivoltenfenster sind teilweise zugemauert. Von der romanischen Nordwand sind noch das erste Joch und vom zweiten die Hälfte erhalten.
Auch das nördliche Feld des Obergeschosses der Fassade ist radikal zerstört. Der weitaus größere Teil der Westfassade einschließlich seiner prachtvollen Skulpturen besteht aber noch fast vollständig.
Erstaunlicherweise hat der gotische Choranbau die Verwüstungen der Kriege verhältnismäßig glimpflich überstanden.
Im 17. Jh. wurde das Langhaus umfassend erneuert, die Gestaltung ist jedoch umstritten. Es besteht aus „nüchternen“ Mauerwerkskonstruktionen der Außenwände und Pfeiler, ohne jede Gliederung, mit einer offenen Dachkonstruktion aus Holz.
Der größte Teil der ehemals wie die Südwand gegliederten Nordwand wurde bis in Höhe der alten Südwand durch eine glatte ungegliederte Mauer ersetzt. Die innenseitigen Fehlstellen im Mauerwerk der letzten Joche der Südwand wurden ausgebessert. Auf die alten Standorte der die Gewölbe tragenden Pfeilern hat man neue Pfeiler auf quadratischem Grundriss aufgemauert.

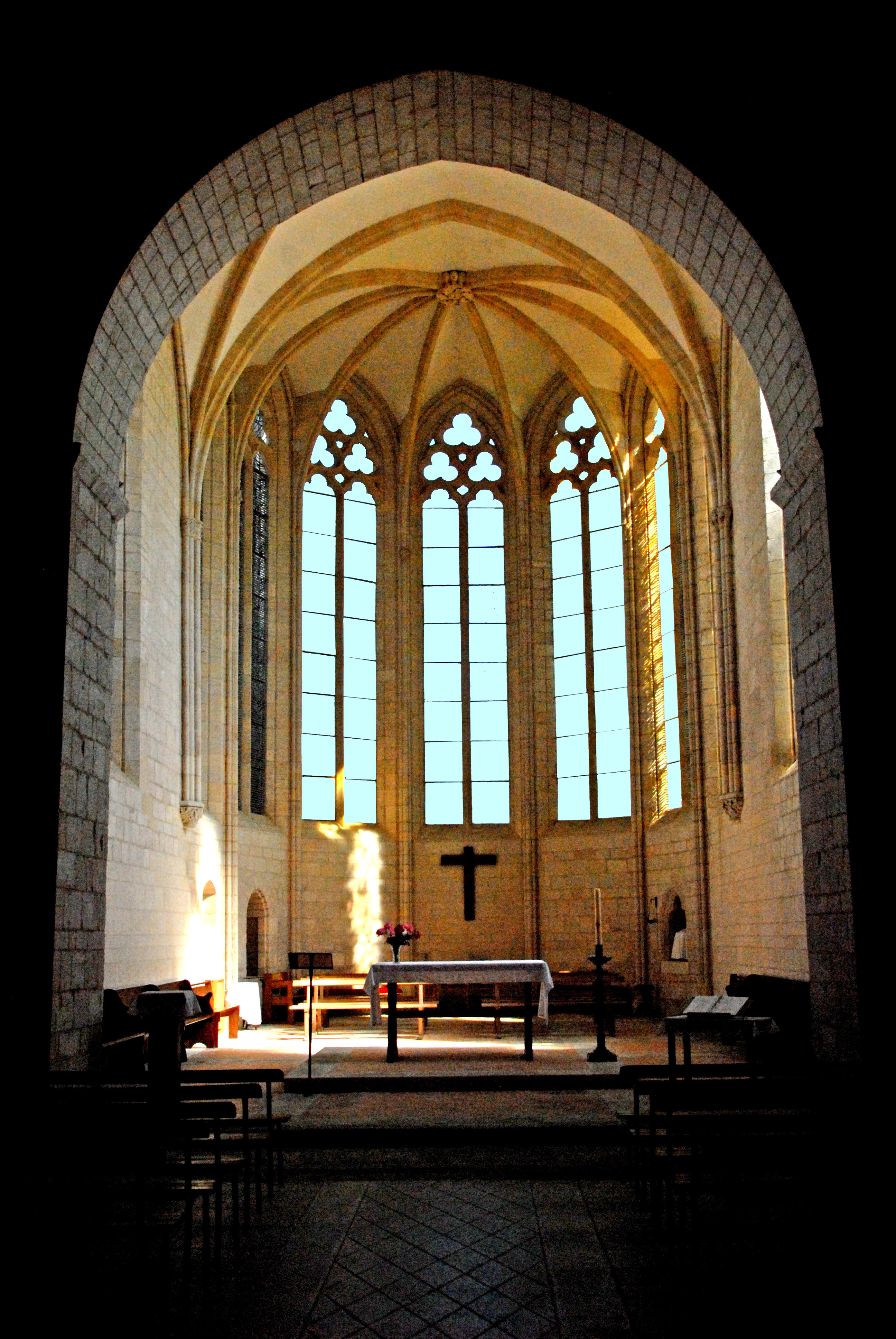
St-Hérie, Chor (Glasmalerei im Foto entfernt)

## Bauwerk

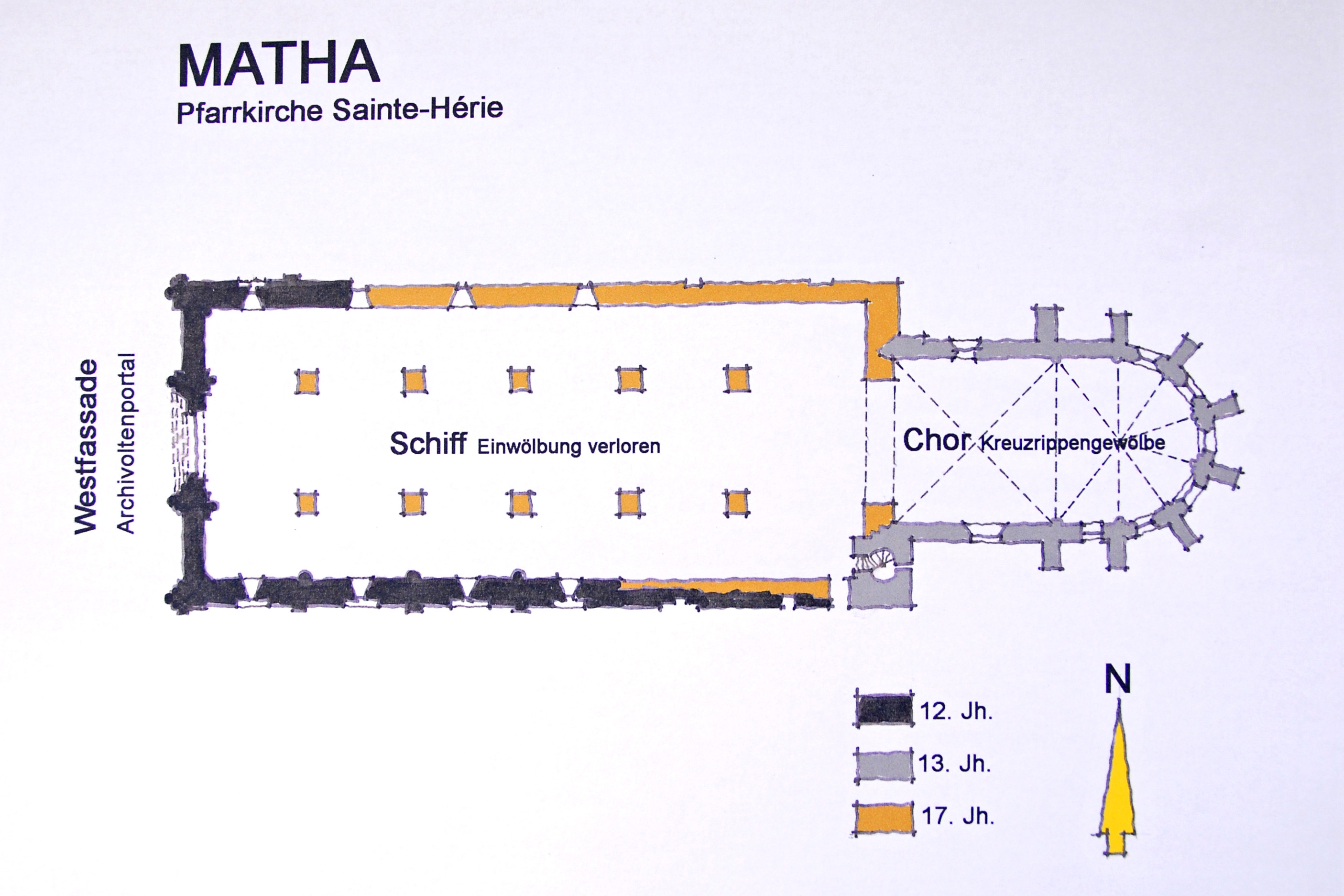
Pfarrkirche St-Hérie de Saint-Hérie, Matha, Grundriss

### Inneres
Von der ursprünglichen Gliederung der erhaltenen Außenwände des Langhauses sind nur noch fünf Rundsäulenvorlagen auf der Süd- und der Westwand erhalten, die teilweise noch Kapitelle tragen, auf denen aber heute nichts mehr aufliegt. Die fünf kleinen hoch angeordneten Rundbogenfenster mit abgeschrägten Leibungen tragen keinen zusätzlichen Schmuck.
Sie finden dreifache Wiederholungen in der neuen sonst ungegliederten Nordwand.
Der Triumphbogen zum Chor ist nur leicht angespitzt und erinnert damit an die romanische Einwölbung der Schiffe.
Auch die höher als die Außenwände gemauerten Pfeiler erinnern an den ehemaligen Höhenversatz zwischen Mittelschiff und Seitenschiffen. Die Pfeiler tragen die Hauptbinder der hölzernen bis unter die fast schwarze Holzschalung der Dachhaut sichtbaren Dachstuhls.

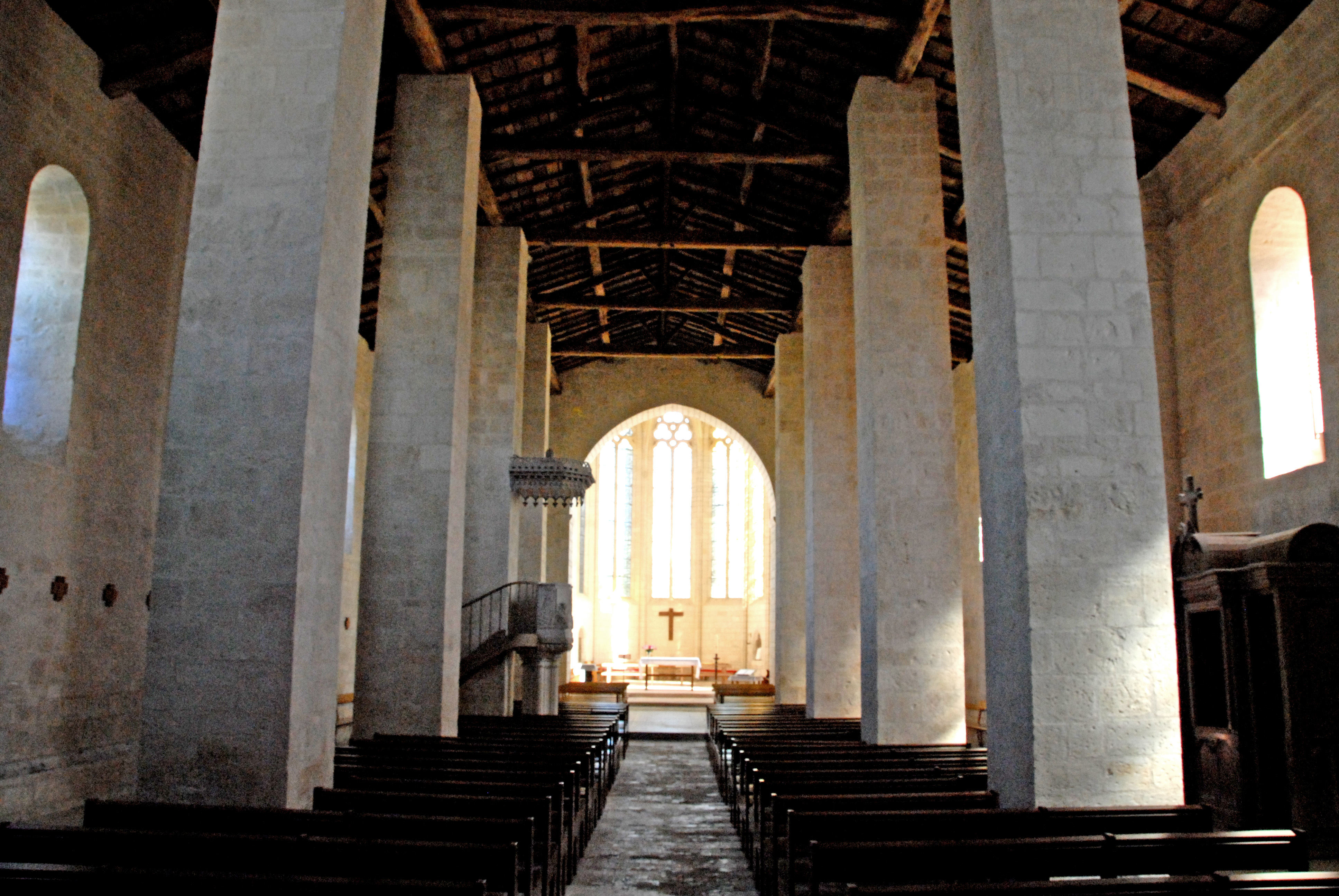
St-Hérie, Schiffe, Blick zum Chor

Extremer kann der Kontrast zwischen dem dunklen Langhaus der Kirche und dem von schlanken, hoch gestreckten Spitzbogenfenstern erhellten kaum Chorraum sein, der in der Saintonge eher selten anzutreffen ist. Es drängt sich hier der Einfluss der großen gotischen Abteikirche von Saint-Jean-d’Angély auf.
Die wesentlich größere Höhe des Chorraumes ist erst wahrzunehmen, wenn man aus dem Schiff in die Nähe des Triumphbogens kommt. Die das System des Kreuzrippengewölbes tragenden Säulen sind in Pfeilerbündel aus Rundstäben aufgelöst und teilen sich am Beginn der Wölbung in die verschiedenen Richtungen der Rippenprofile auf. Das Motiv lässt an die Auffächerung von Ästen und Zweigen in Bäumen erinnern.
Die Fenster sind mit gotischem Maßwerk gegliedert. Die Verglasung besteht aus einer modernen Glasmalerei in feingliedrigen geometrischen Strukturen in dezenten Farben.

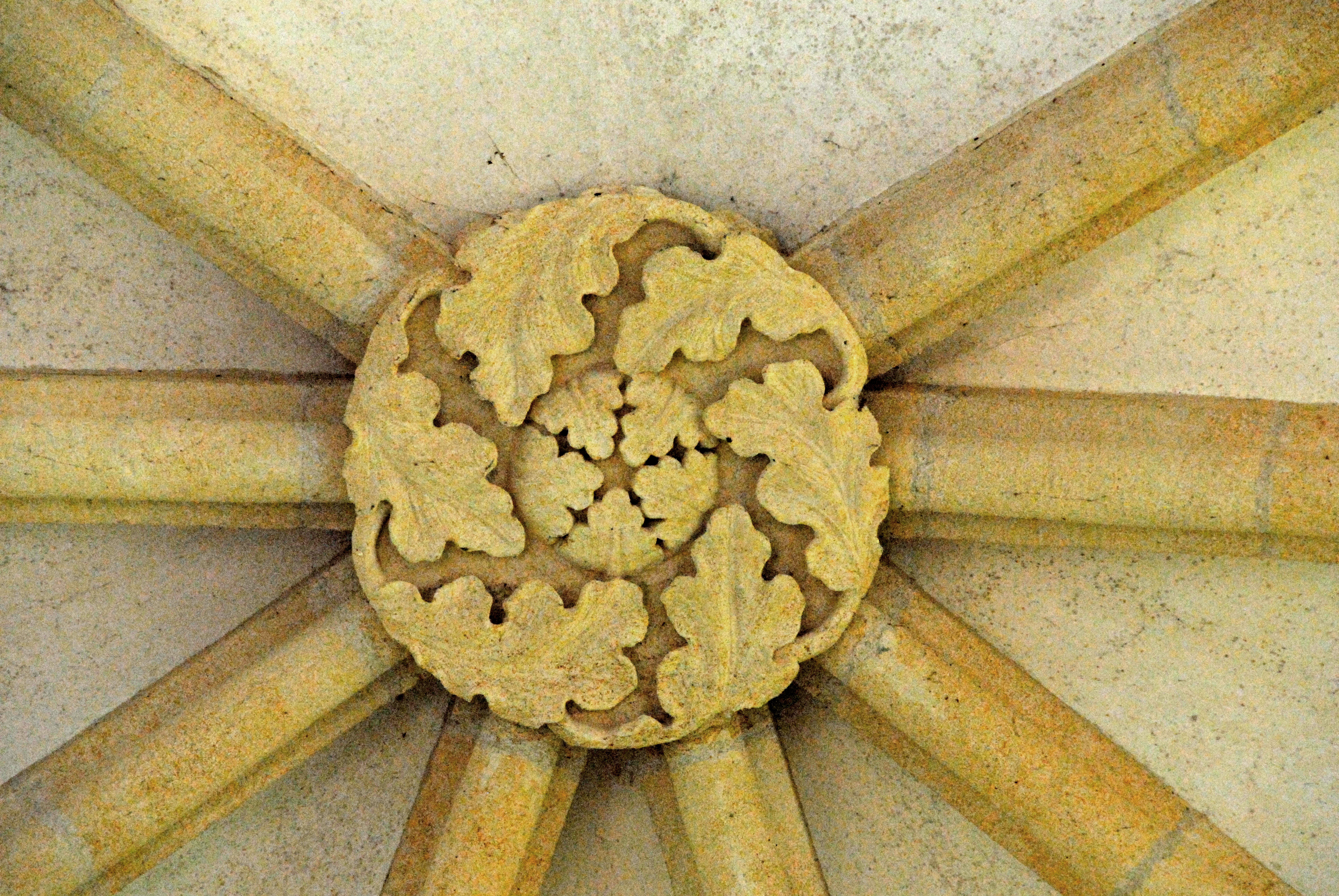
St-Hérie, Schlussstein Chorapsis

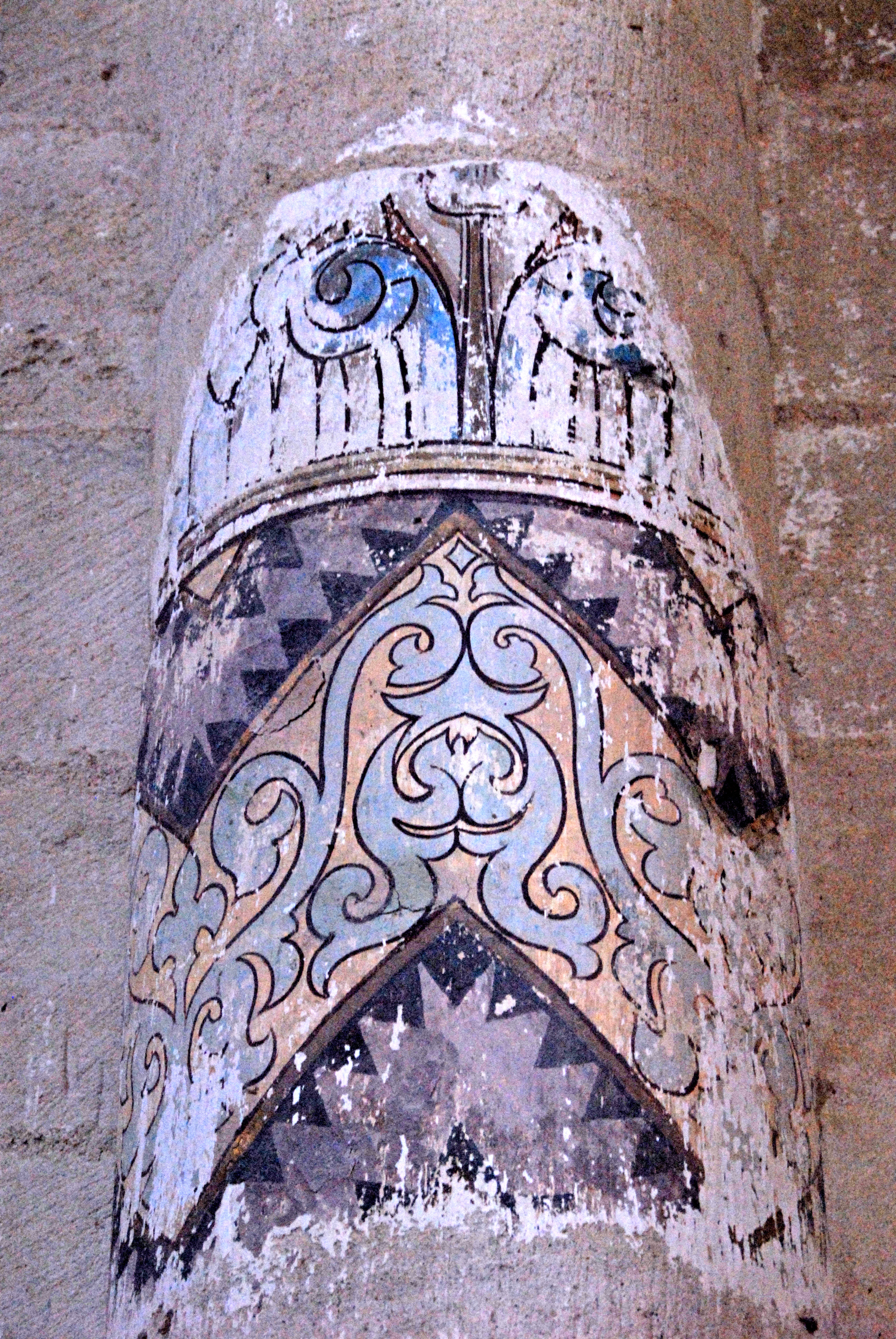
Ste.-Hérie, Fresko auf Säulenvorlage, Südwand
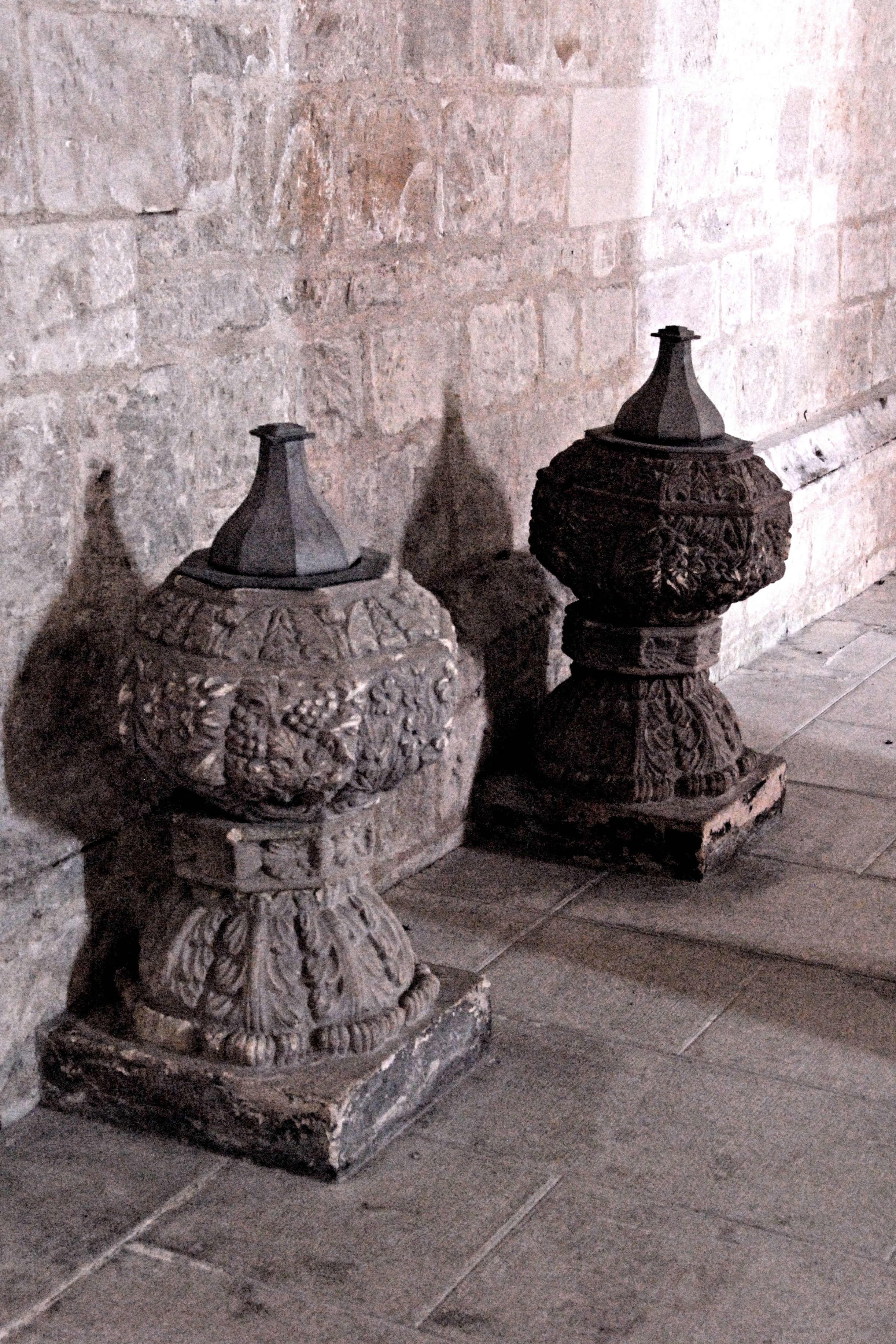
Ste.-Hérie, Taufbecken

### Äußere Gestalt
Das Langhaus weist auf seiner Südseite weitgehend noch die ursprüngliche Gliederung des romanischen Baus auf. An dem östlichen Ende sind die Gliederungselemente nicht vollständig erhalten, wie der einst allseits umlaufende vorspringende Sockel, zwei der joch- teilenden rechteckigen Pfeilervorlagen und der Skulpturenschmuck der Traufgesims-Kragsteine und eine ganze Archivolte. Die ursprüngliche Unterteilung in sechs Joche ist aber noch erkennbar.
In der oberen Hälfte der Jochfelder gibt es je ein einstufiges Archivoltenfenster mit markantem, im Querschnitt quadratischen Archivoltenbogen. Stirnseite und teilweise auch die Innenseite sind von figuralen, pflanzlichen und geometrische Skulpturen in radialer Anordnung geschmückt. Jeder Keilstein eines Bogens hat sein eigenes aber untereinander gleiches Ornament.

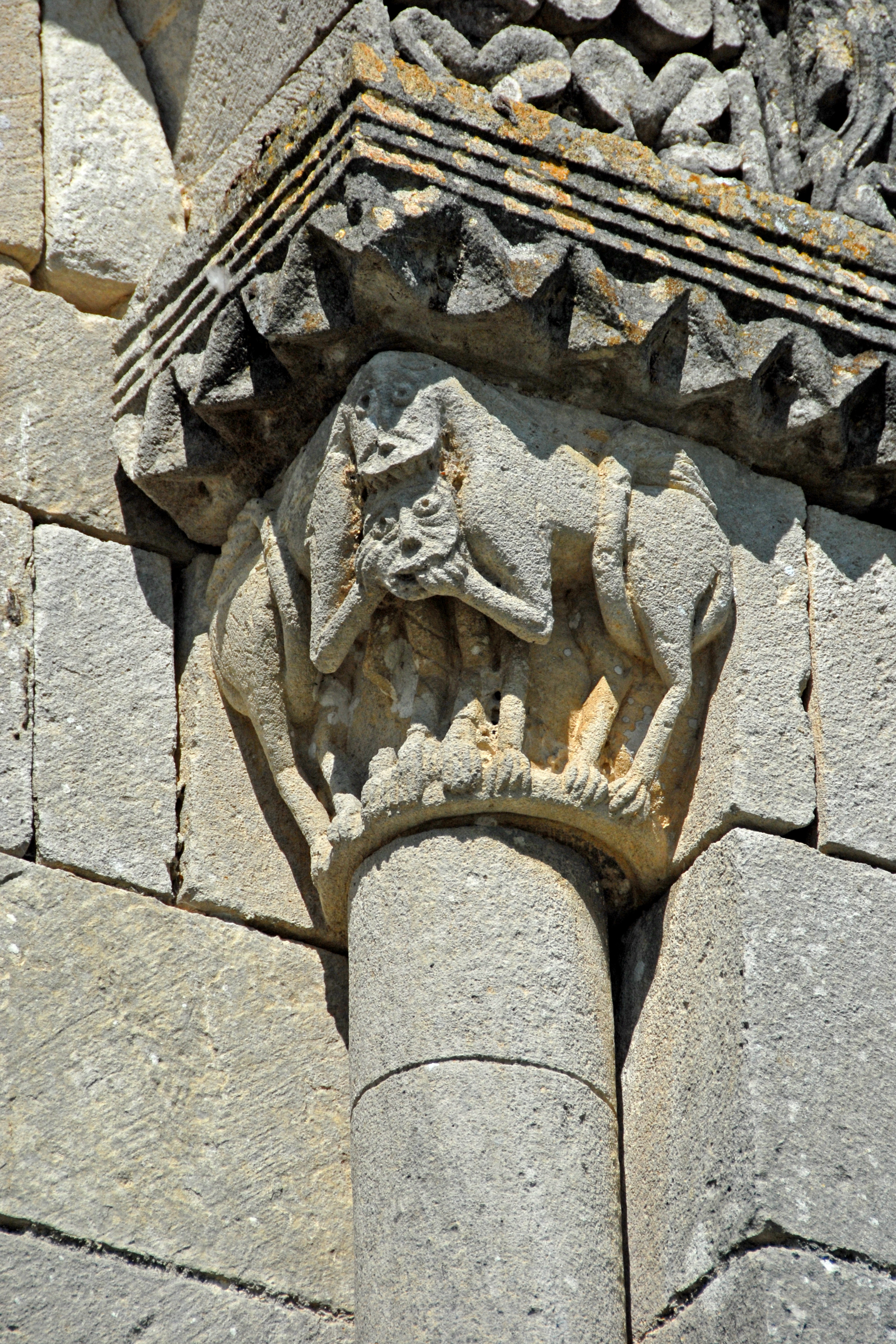
St-Hérie, Archivoltenkapitell Südseite
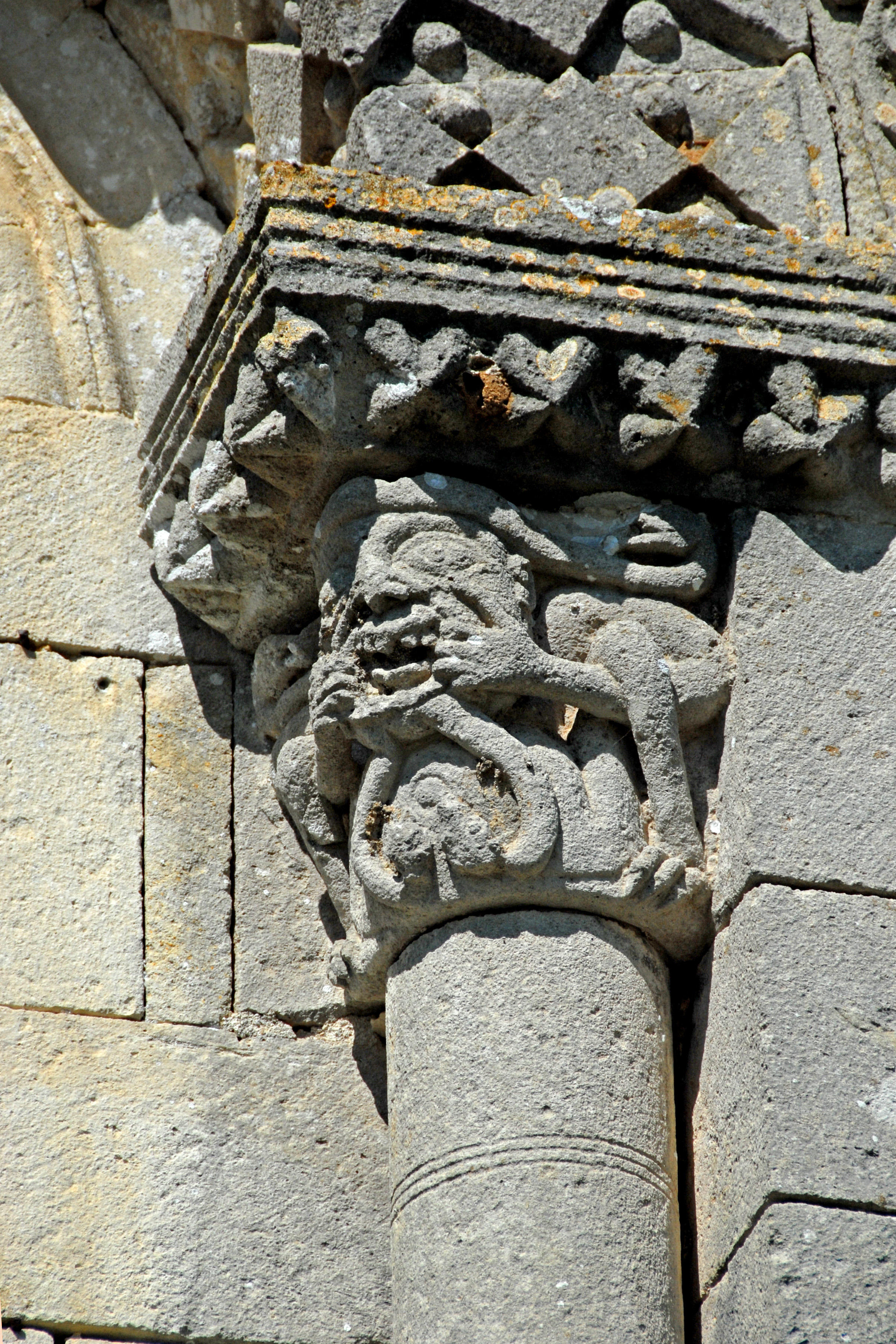
St-Hérie, Archivoltenkapitell Südseite
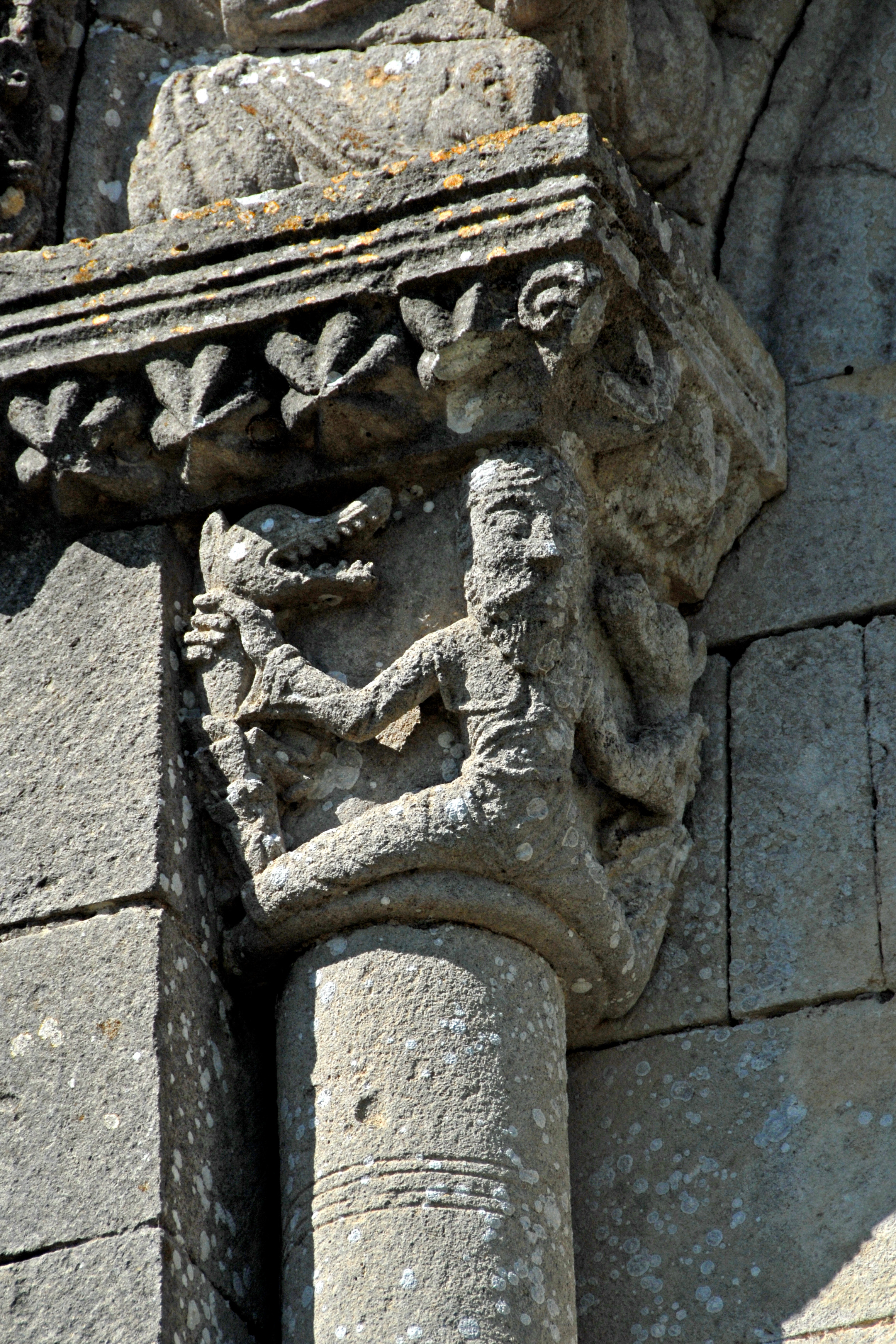
St-Hérie, Archivoltenkapitell Südseite
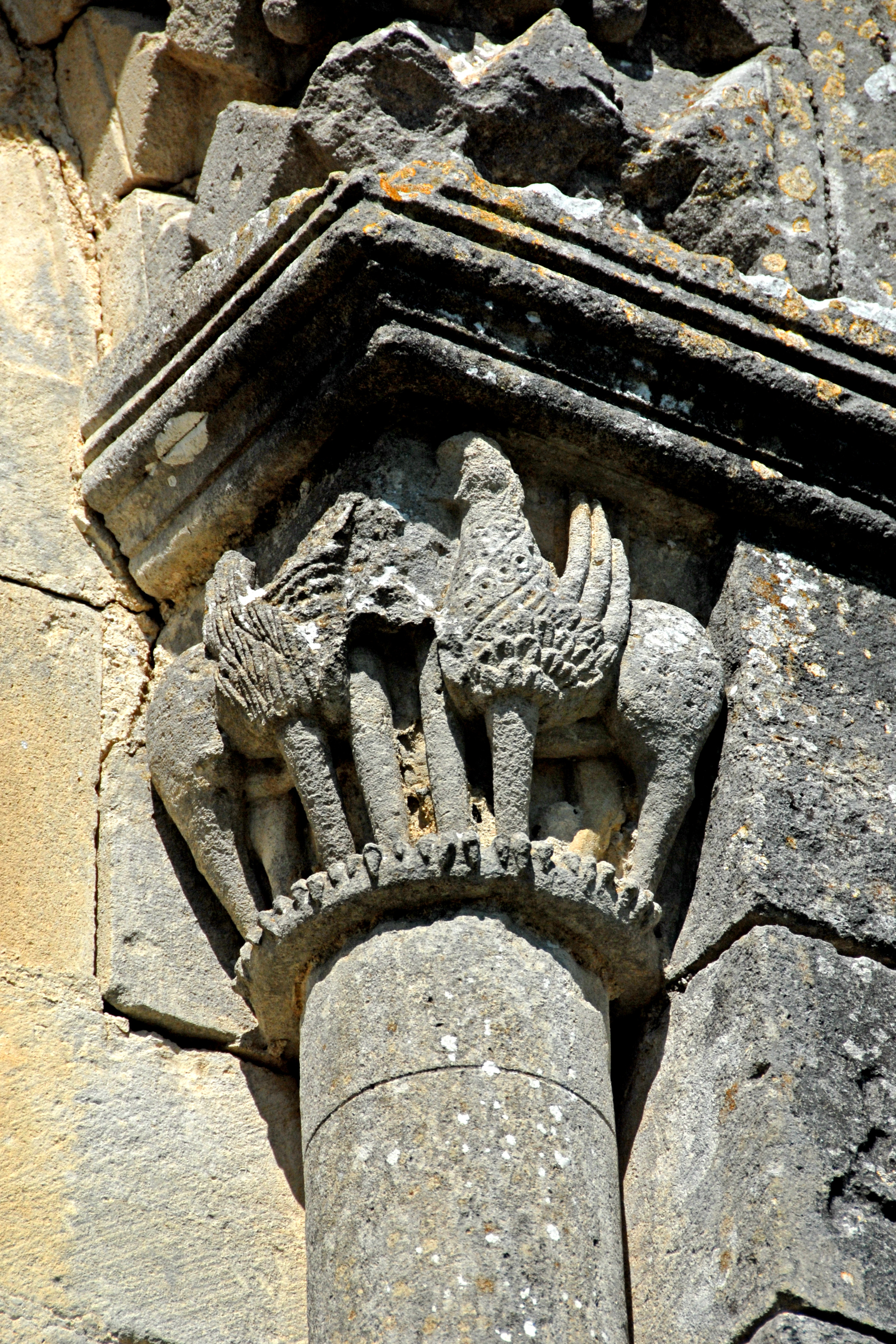
St-Hérie, Archivoltenkapitell Südseite
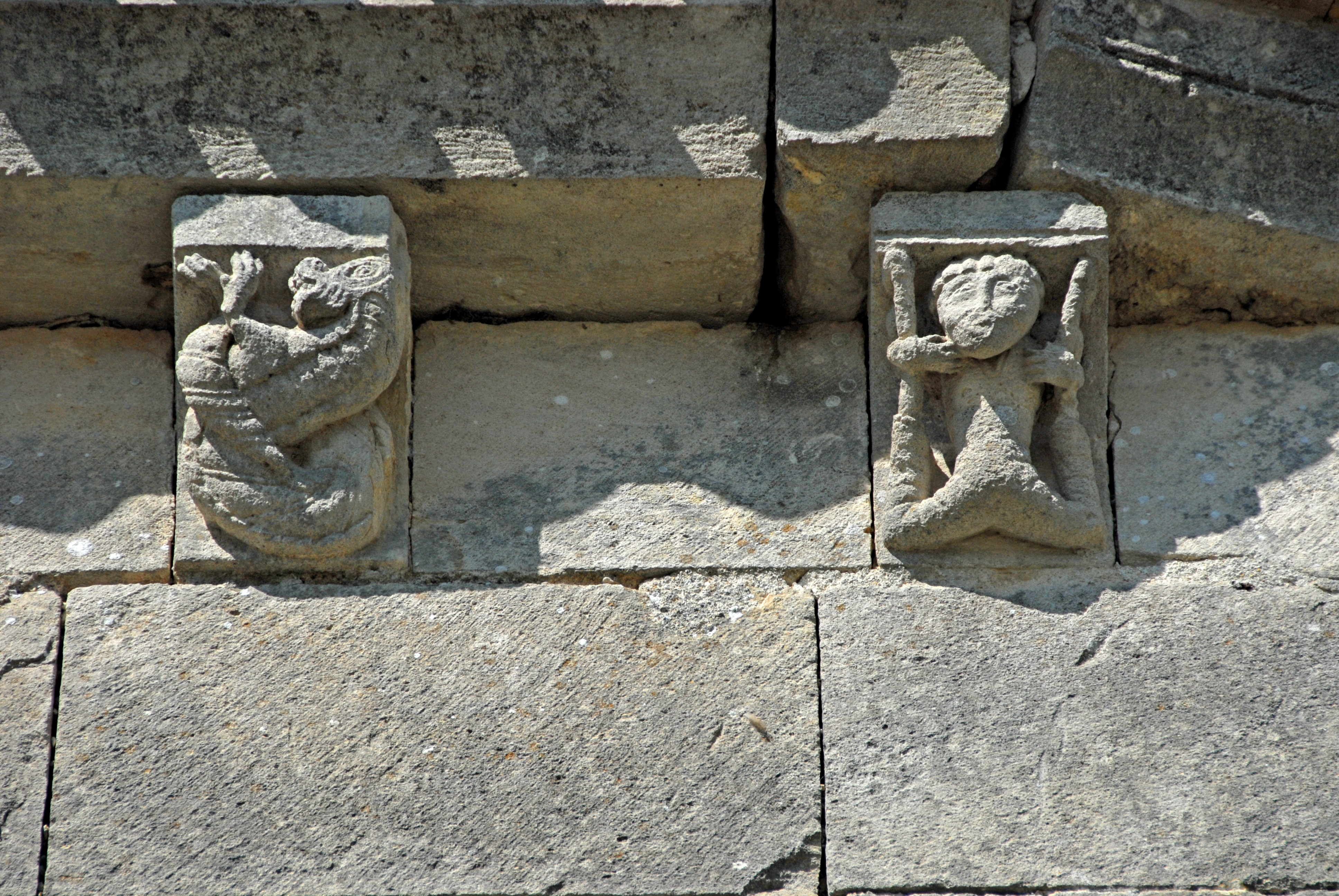
St-Hérie, Traufgesims mit Kragsteinen

Die Archivoltenbögen werden getragen von schlanken zylindrischen Säulen mit skulptierten Kapitellen. Die Kämpfer werden auf den Wänden beidseitig der Fenster als Gesimsbänder mit Rillenprofil und Zackenmuster weitergeführt. Die eigentlichen Fensteröffnungen sind deutlich schmaler als deren Archivolten-Einrahmung. Ihre Kanten sind mit Hohlkehlen profiliert.
Die Sichtkante des weit ausladenden Traufgesimses ist mit einer breiten Hohlkehle profiliert und wird von figural gestalteten Skulpturen mit unterschiedlichen Motiven geschmückt.

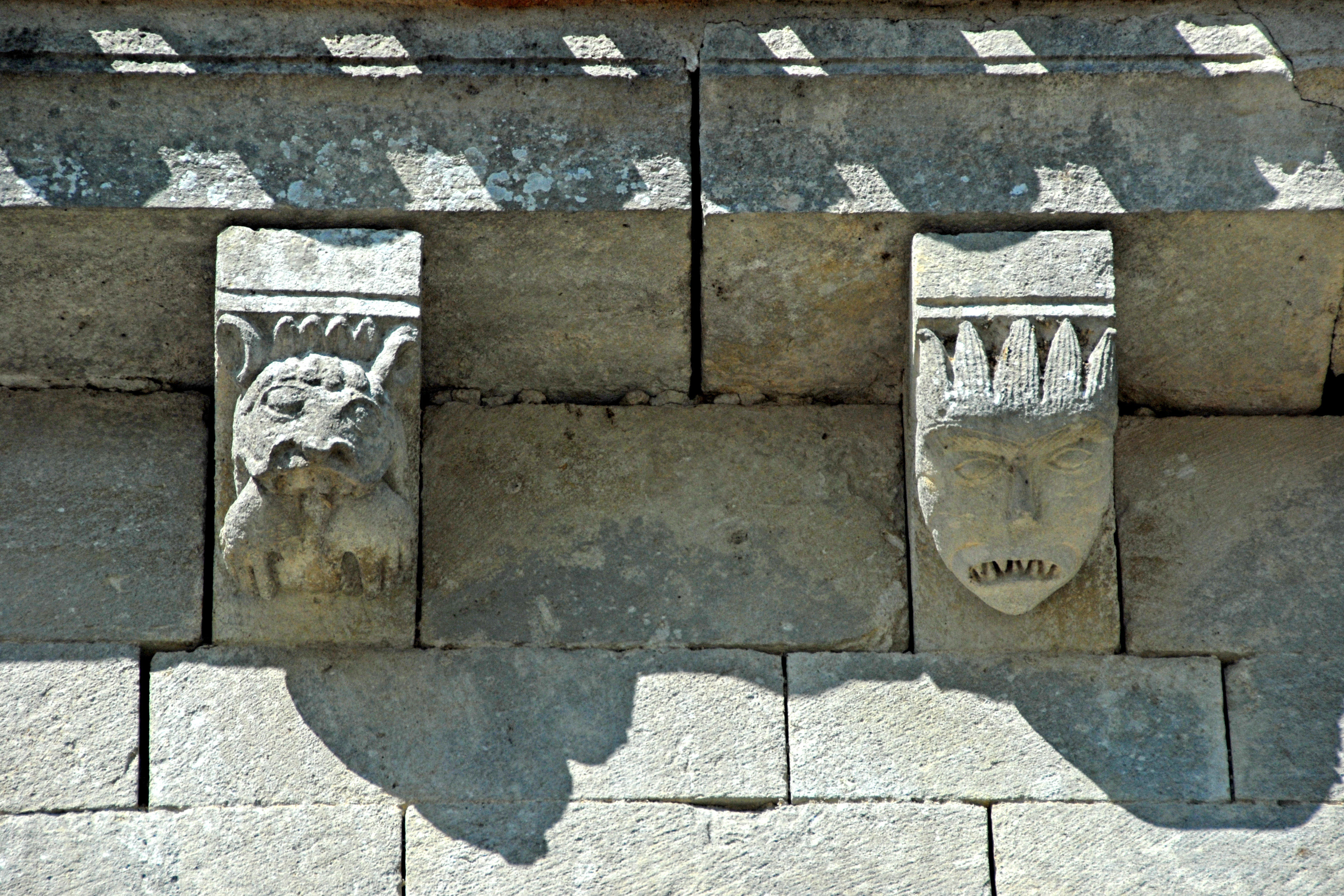
St-Hérie, Traufgesims mit Kragsteinen
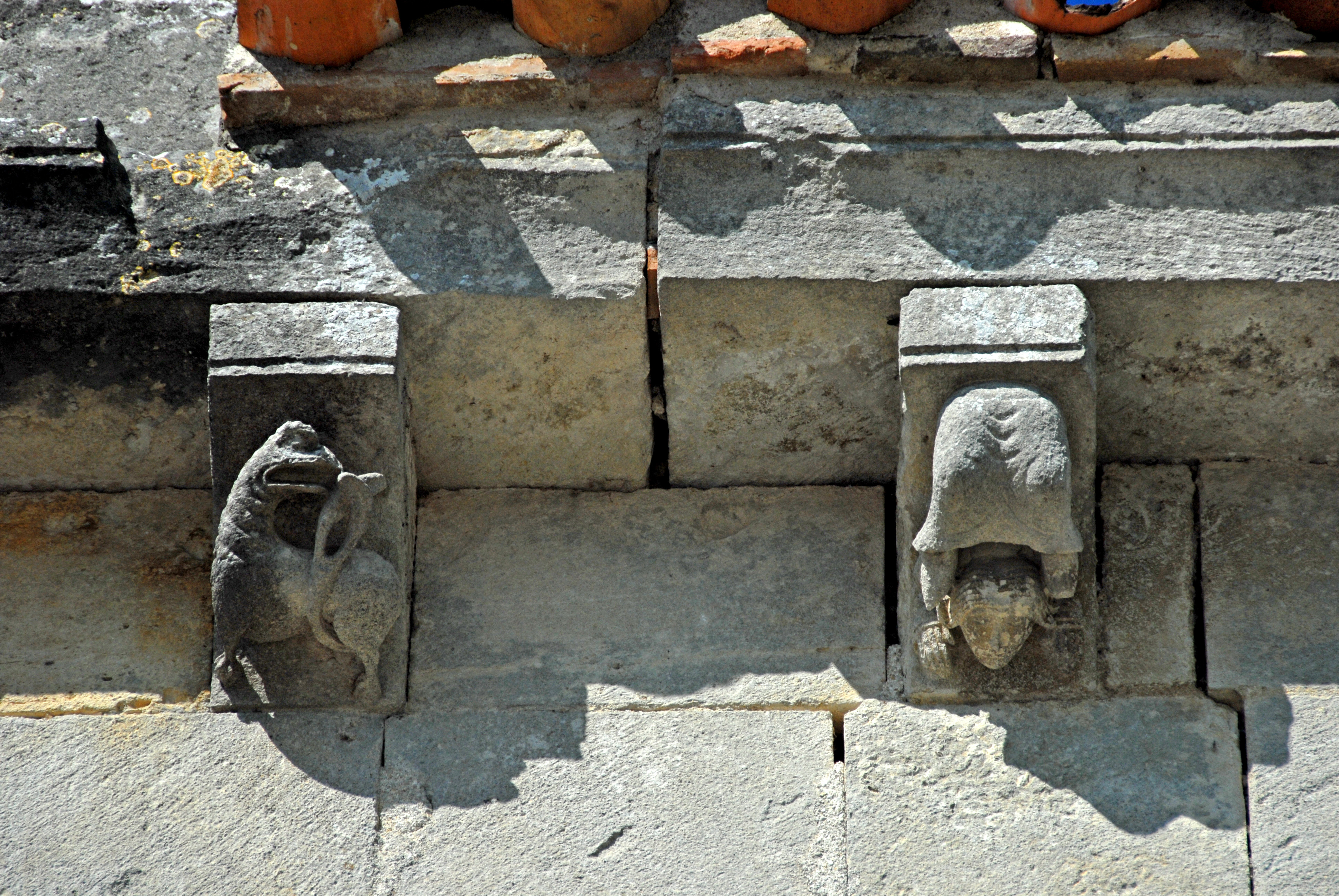
St-Hérie, Traufgesims mit Kragsteinen
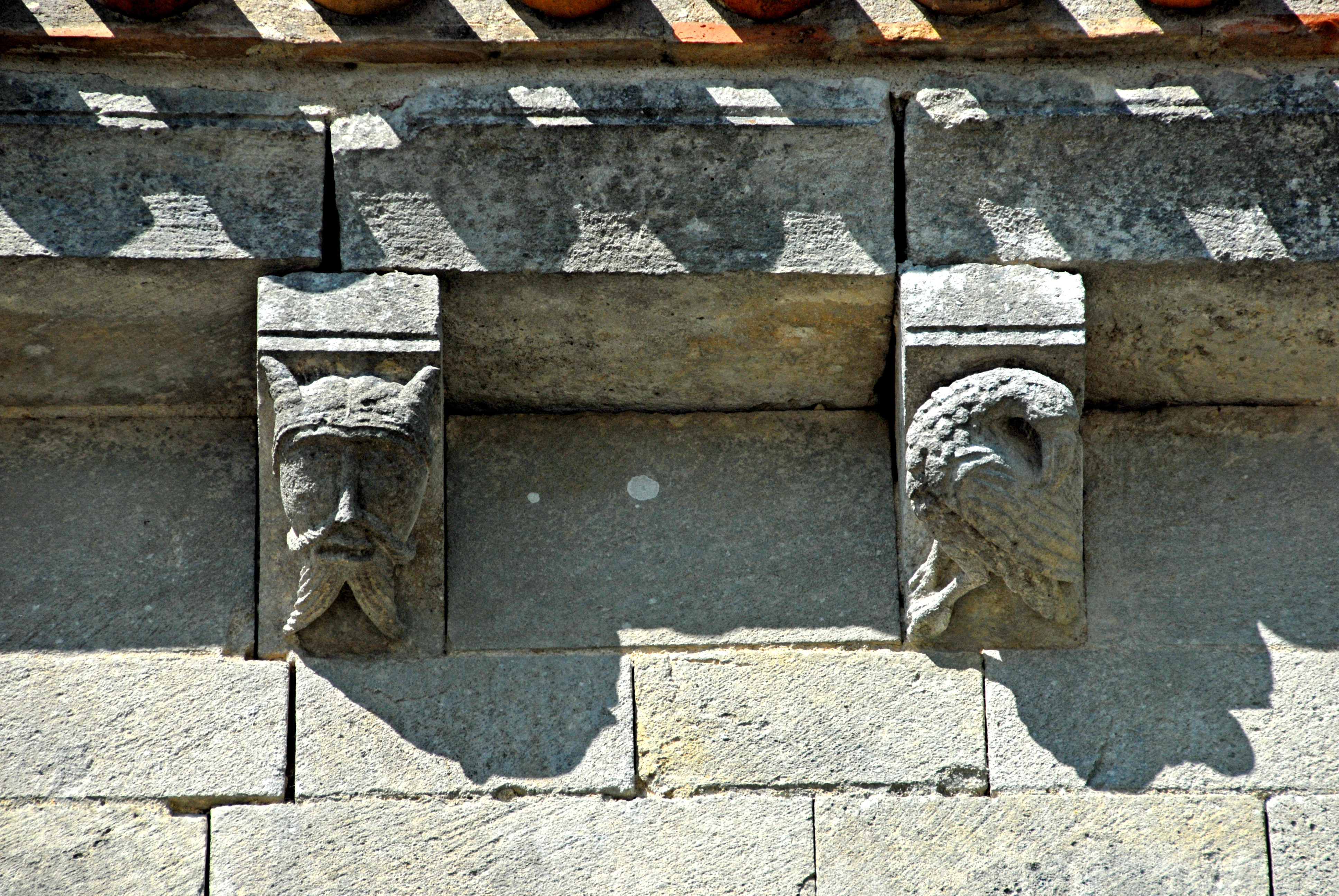
St-Hérie, Traufgesims mit Kragsteinen
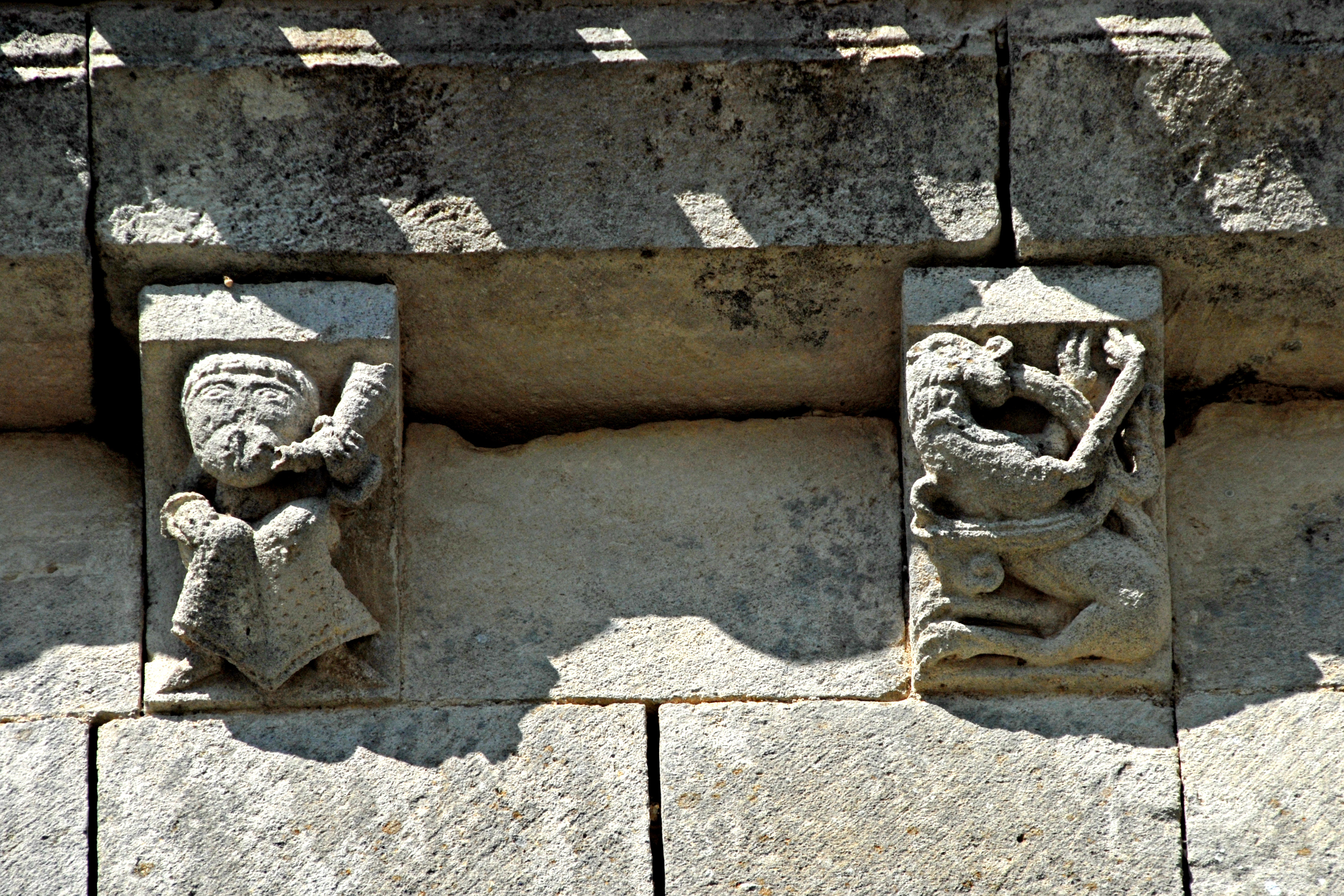
St-Hérie, Traufgesims mit Kragsteinen
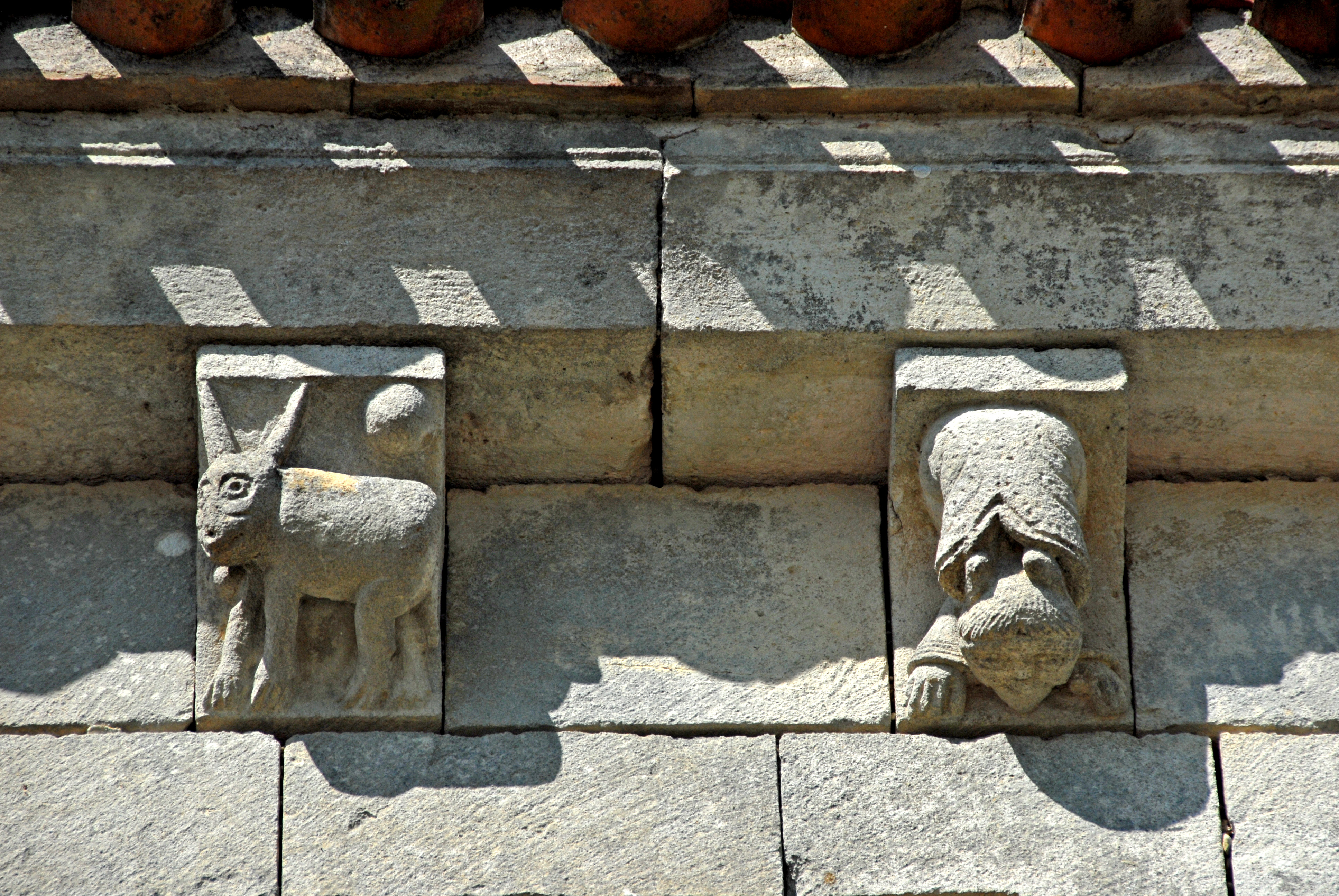
St-Hérie, Traufgesims mit Kragsteinen

Auf der Nordseite des Langhauses gibt es nur noch ein Archivoltenfenster und eine Pfeilervorlage des ersten Jochs. Bis auf drei einfache Fensteröffnungen und zwei Blindfensternischen gibt es keine weitere Strukturierung der „neuen“ Wand.
Zwischen Schiff und Chor ragt eine mächtige Glockenwand auf, deren Oberseite etwas über der und parallel zur Dachneigung des Chors verläuft. Der mittleren Bereich steigt noch höher an, obenauf in einer dachartigen Kontur. Dort gibt es drei fensterartige Öffnungen mit Rundbögen, in denen die Glocken aufgehängt sind.
Erblickt man von Südwesten das gesamte Bauwerk, strebt da ein hohes dominierendes gotisches Chorhaupt aufwärts, noch überragt von einer Glockenwand, an dem ein niedriges klein wirkendes Schiff anhängt. Die Apsis scheint nur aus Strebepfeilern, spitz zulaufenden Fialen und großen spitzbogigen Fenstern zu bestehen. Das weit ausladende Traufgesims wird von skulptierten Kragsteinen getragen.
Sowohl das Langhaus wie der Chor werden mit flach geneigten Satteldächern überdeckt, über der Apsis als polygonales Pyramidendach. Eingedeckt sind die Dächer mit roten Ziegeln in römischer Form (Mönch und Nonne). Die Dächer haben Traufen aber keine Dachrinnen.

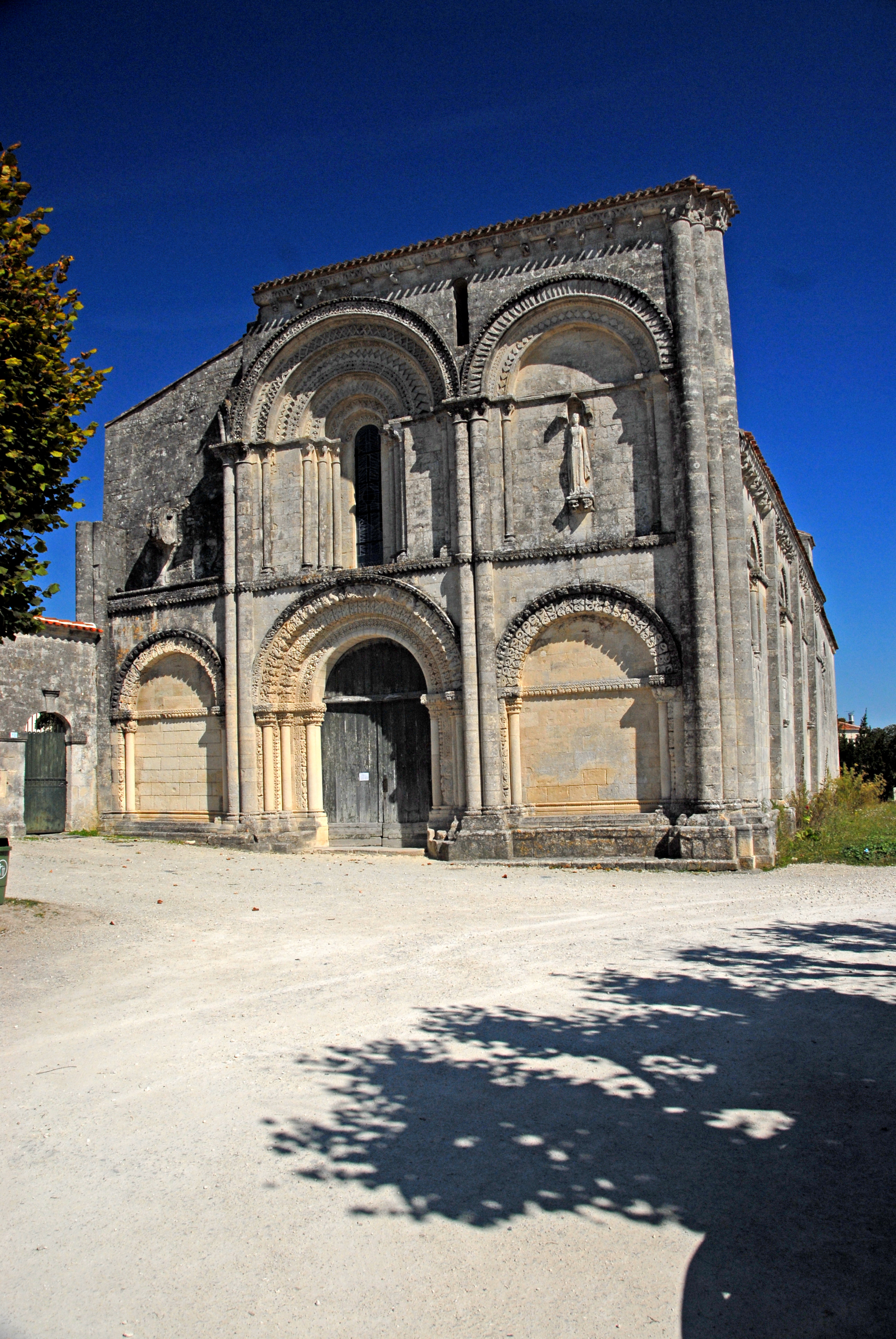
St-Hérie, Westfassade

### Westfassade

#### Grobgliederung
Die Fassade überragt die Traufe des Schiffs etwa um die Hälfte der Traufhöhe. Vor ihrer starken Beschädigung des nördlichen Feldes im Obergeschoss, hatte sie einen fast quadratischen Umriss. An den Seiten wird sie begrenzt durch Säulenbündel, aus drei zylindrischen Säulenschäften, die ohne Unterbrechung vom Sockel über die ganze Fassadenhöhe bis zum Abschlussgesims reichen, und dort figürlich skulptierte Kapitelle tragen. Die Säulenbündel reichen um die Ecke herum und bilden dort auch die Abschlüsse der Nord- und Südwand. Die Höhe des vorspringenden, oberseitig profilierten Sockels beginnt am Nordende mit ca. 20 cm und beträgt am Südende ca. 70 cm. Die Oberseite der Fassade schließt ab mit einem stark ausladenden Gesims, dessen um 45 Grad abgeschrägte Sichtkante ein Bandornament schmückt. Getragen wird es von skulptierten Kragsteinen. Die sehr breite Wanddicke der Fassade wird oben mit roten Dachziegeln, wie auf den Dachflächen, eingedeckt. Es gibt dort auch eine richtige Traufe.

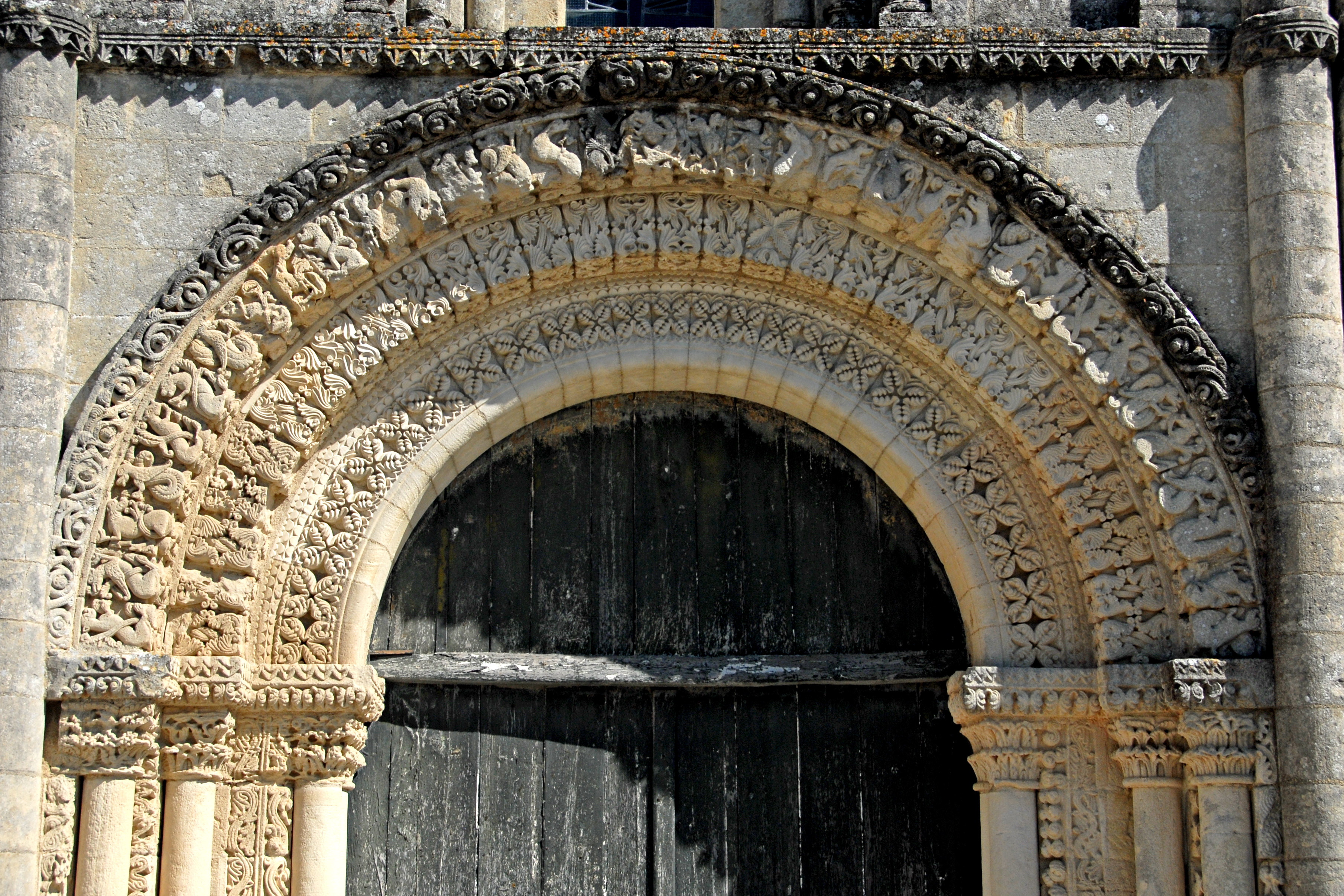
2St-Hérie, Archivoltenportal

Die gesamte Fassadenfläche wird ungefähr auf halber Höhe horizontal unterteilt in zwei Geschosse, mit einem ornamentierten Kraggesims, das über die fassaden- teilenden Säulen hinweg läuft. Die vertikale Unterteilung übernehmen zwei zylindrische Säulenpaare, die vom Sockel bis auf die Höhe der Kämpfer der Archivoltenfenster reichen, und dort mit Kapitellen abgeschlossen sind. Darüber wird die Teilung fortgesetzt mit schießscharten- ähnlichen Fenstern. Diese Säulenpaare haben noch eine Entsprechung in gleich hohen Säulen neben den dicken Säulenbündeln der Fassadenränder. Der mittlere Fassadenabschnitt ist etwas breiter als die beiden seitlichen.
Das zentrale dreistufige Archivoltenportal füllt das ganze Mittelfeld des Erdgeschosses aus, seitlich bis an die Säulenpaare und oben bis an das Gesims reichend. Die einstufigen Blindportale in den Seitenfeldern füllen ebenfalls die ganze Breite. Da dort aber die Kämpferhöhe des Mittelportals übernommen wird, bleibt der Bogenscheitel etwas tiefer unter dem Gesimsband. Die Kämpfer sind untereinander verbunden mit einem gleichartig strukturierten auskragenden Band.

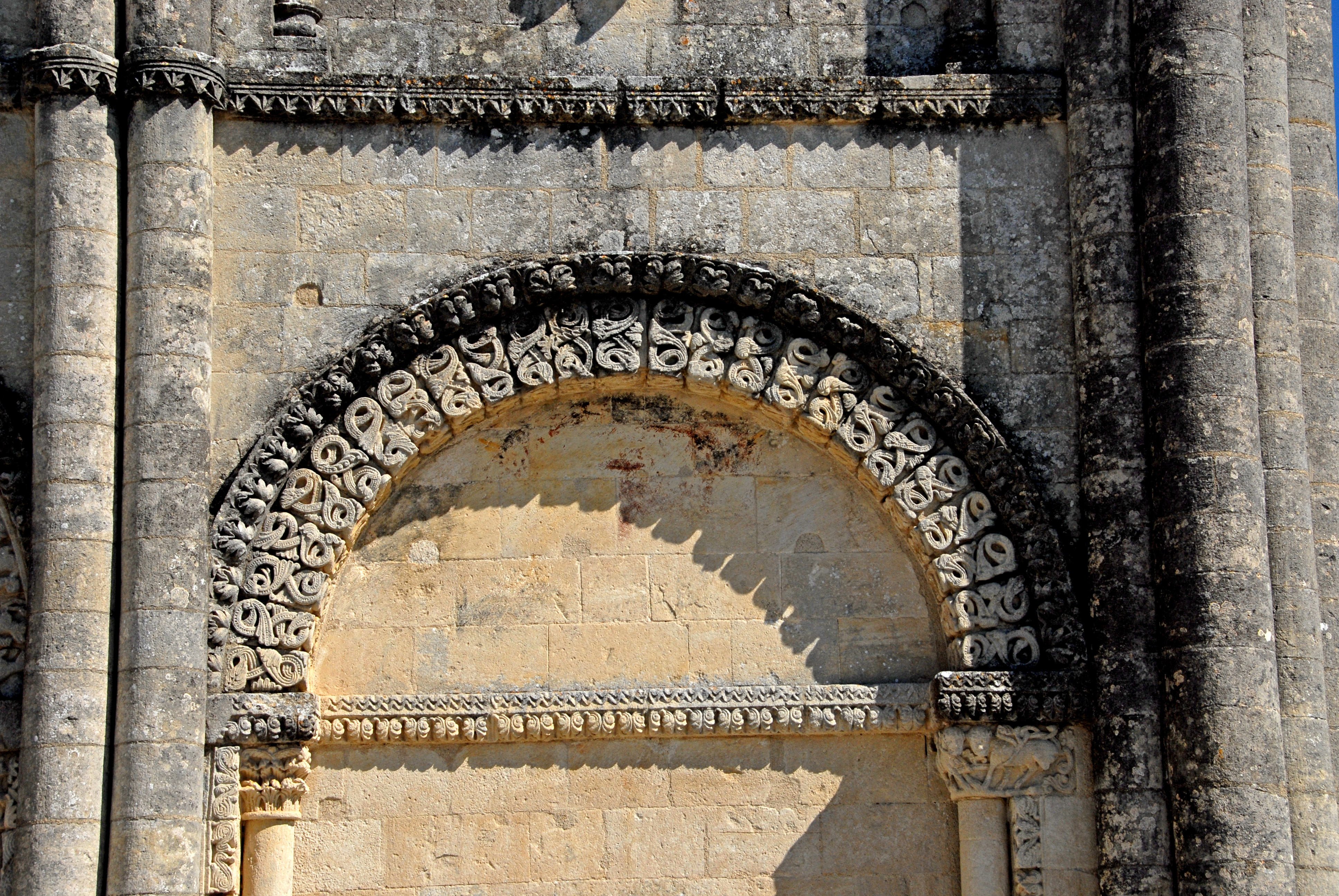
St-Hérie, Archivolten-Blindportal links

Über dem Portal befindet sich ein besonders üppig ausgestattetes fünfstufiges Archivoltenfenster, dessen tiefe Abstufung die Dicke der Fassade festlegt. Im Feld rechts daneben findet sich ein zweistufiges Archivolten-Blindfenster, bei dem wie im Erdgeschoss die Kämpfer als Band fortgeführt sind. Im Zentrum des Blindfensters gibt es eine Monumentalskulptur.
Im oberen Fassadenfeld links hat man in den Religionskriegen radikal abgeräumt, bis auf den rückseitigen Teil der Fassade. Hier ist die Kontur des Ortganges des Schiffs zu sehen. Von einer ehemaligen Monumentalskulptur in Feldmitte stehen noch spärliche Fragmente.

#### Feinstrukturen
Die drei Stufen des Hauptportals haben etwa quadratische Querschnitte, deren Stirn- und Innenseiten in einer handwerklich besonders aufwändigen Art ausgearbeitet worden sind. Jeder Keilstein trägt seine eigene Skulptur in radialer Anordnung, ohne Zusammenhang mit den Nachbarsteinen, ausgenommen bei durchlaufenden Profilen.

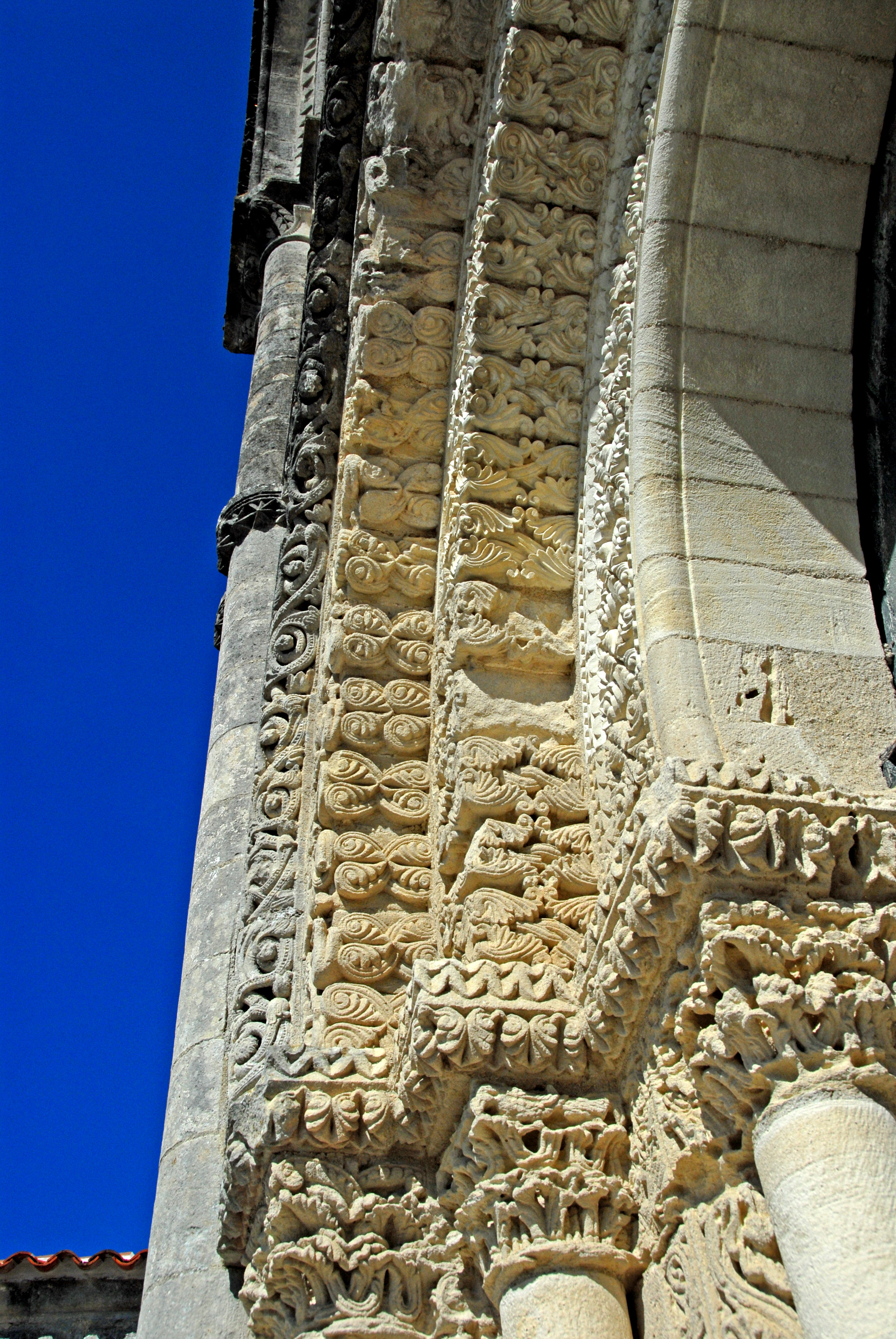
St-Hérie, Archivoltenportal Innenseite der Bögen

Der erste und innerste Archivoltenbogen hat eine gerundetes Kantenprofil und eine glatte Innenfläche. Seine Stirnseite trägt ein breites Band von Rosetten aus je vier zusammengerollten Eichenblättern. Dessen Außenseite wird von einem schmalen Band mit geometrischem Muster begleitet.
Auf dem zweiten Archivoltenbogen sind beide Seiten skulptiert. Hier winden sich Akanthusblätter und Ranken auf kleinstem Raum. Die Motive sind vielfältig variiert.
Der dritte und äußere Archivoltenbogen ist auf der Stirnseite tierfigürlich gestaltet, mit Szenen aus der Fantasiewelt der Menschen des Mittelalters. Zwei Hauptmotive wechseln sich untereinander ab. Eine Art Vogelkörper mit Krallen und Flügeln trägt einen Echsenkopf, dem eines Krokodil ähnlich, und einen überlangen gewundenen Echsenschwanz. Ihm gegenüber trägt ein pferdeähnlicher Körper eine Art Hundekopf und einen langen Schweif mit mehrfach gespaltenen und gefächertem Endstück. Die Fantasiewesen scheinen sich zu winden und zu krümmen, die Vierbeiner greifen mit den Vorderbeinen, die Vögel mit den Flügelenden nach dem, was sich anbietet. Die Innenseite des Bogens zeigt pflanzliche Ornamente. Der dritte Archivoltenbogen wird umfasst von einem schmaleren, außenseitig auskragenden Band mit gewundenem Rankenwerk.
Die Kapitelle unter den Archivoltenbögen sind üppig mit gefächerten Blätterstrukturen, deren ungewöhnlich dicke Kämpfer-Sichtseiten pflanzlich und geometrisch gestaltet sind. Die drei glatten zylindrischen Säulen werden in den Zwischenräumen mit mehr und weniger breiten Begleitern gefüllt, auf denen sich die pflanzlichen Formen der Bogen-Stirnseiten fortsetzen.

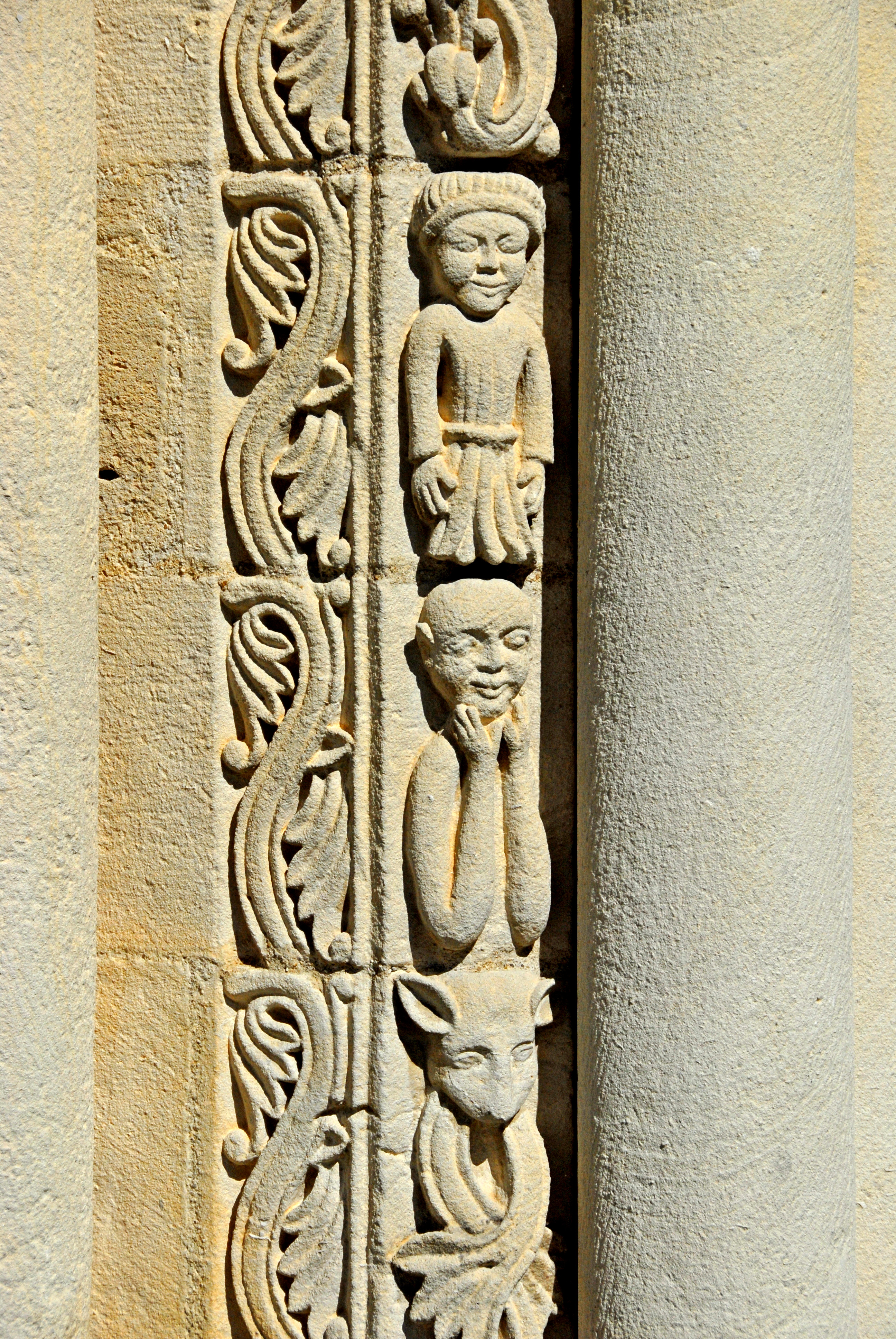
St-Hérie, Archivoltenportal, Detail Säulenbegleiter

Die einstufigen Archivolten-Blindportale in den Seitenfeldern ähneln in ihren den Schmuckformen der mittleren Archivolte des Hauptportals, inklusiver deren Kämpfer, Kapitelle und Säulenbegleiter. Die Kämpferornamentierung wird über das ansonsten schmucklose Innenfeld des Blindportals auf einem auskragenden Gesimsband hinweggeführt.

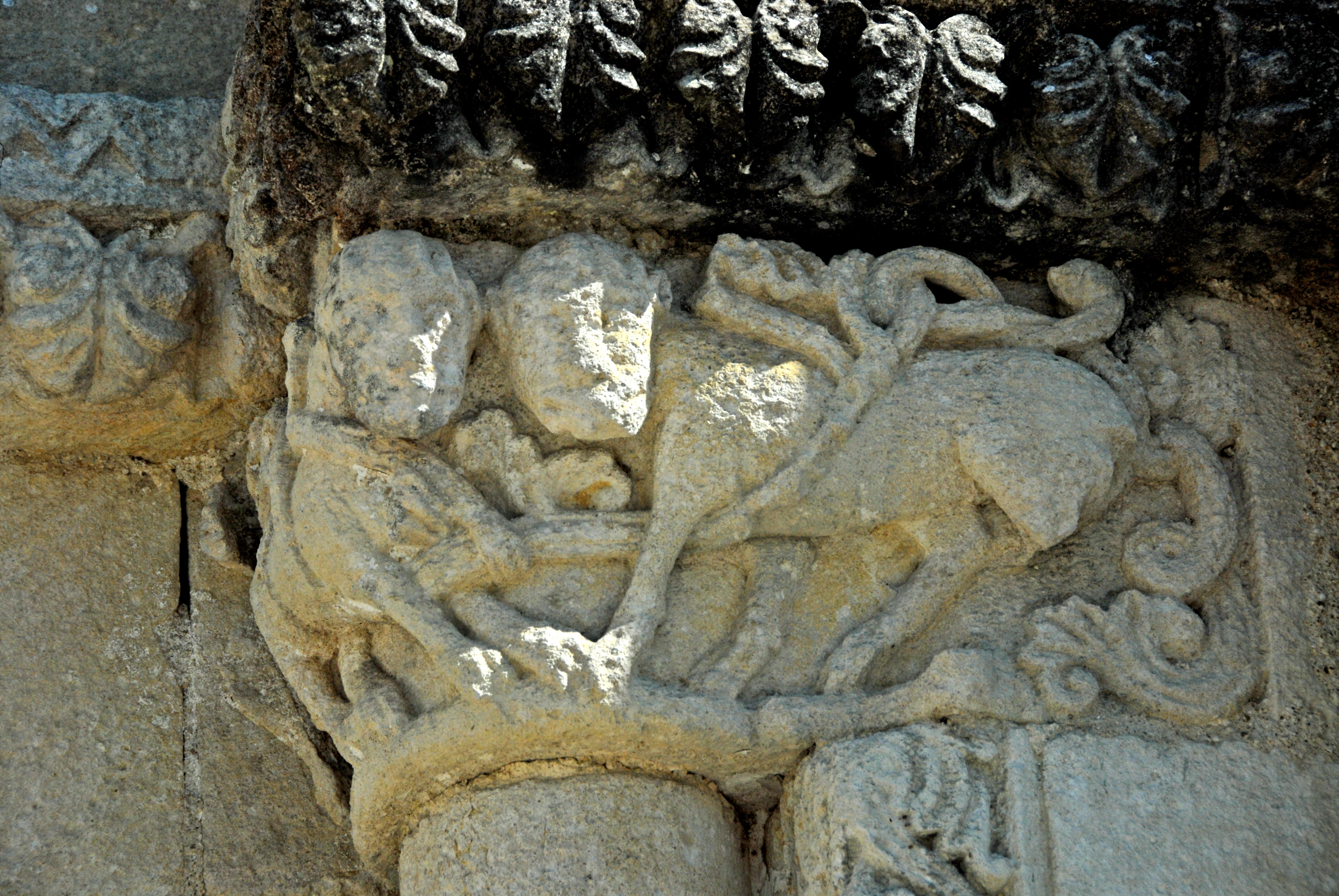
St-Hérie, Kapitell Scheinportal
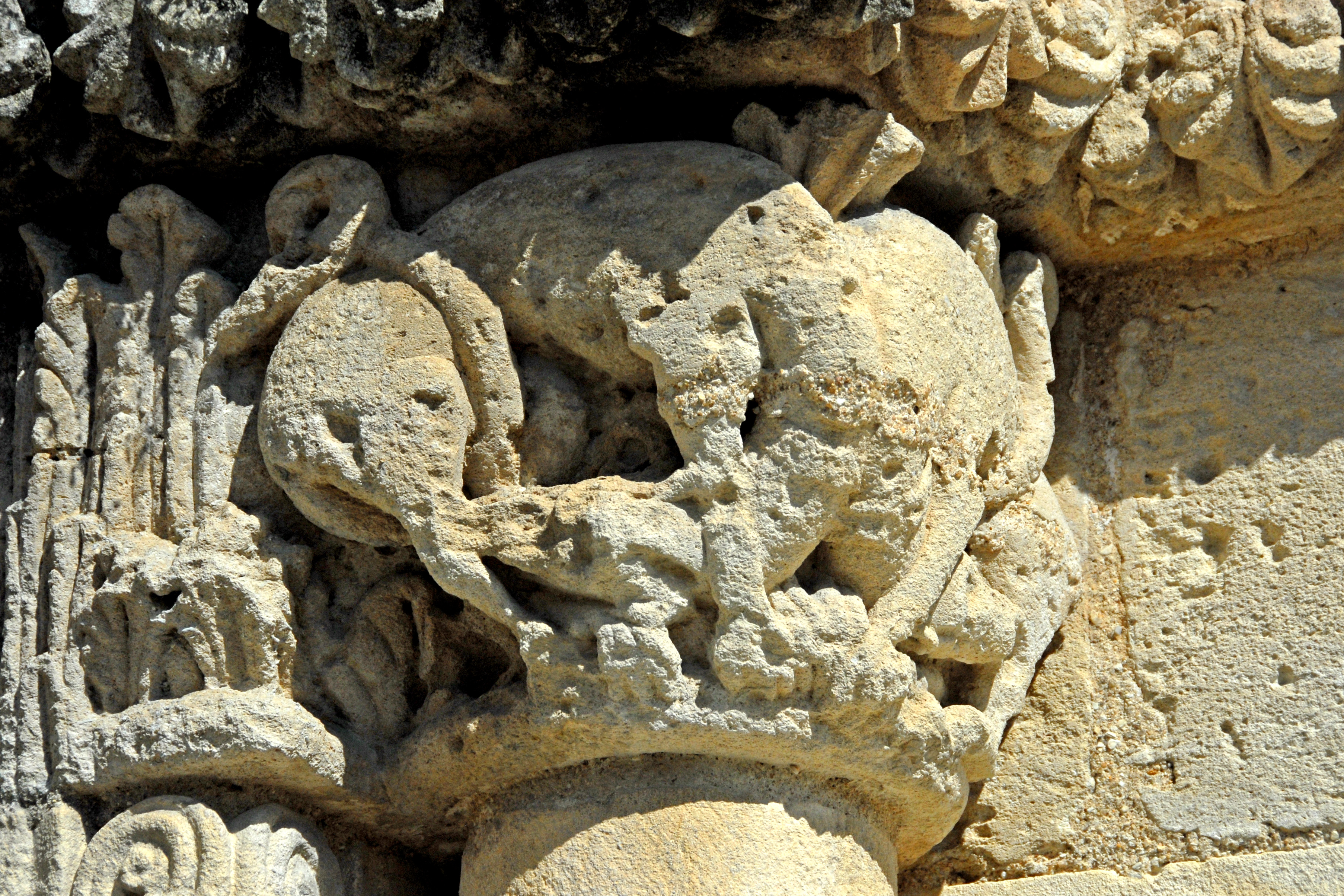
St-Hérie, Kapitell Scheinportal
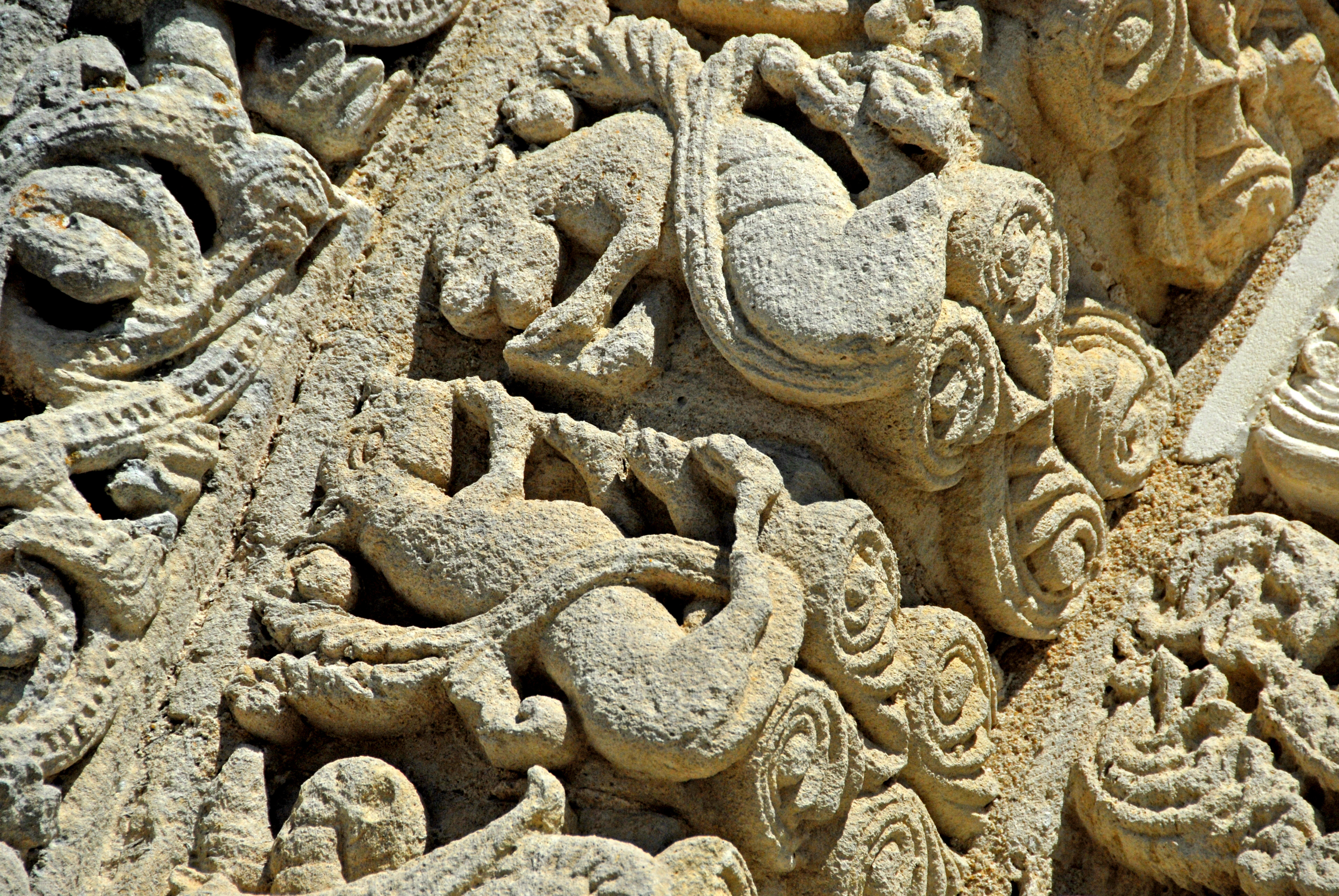
St-Hérie, Archivoltenboge 3, Detail
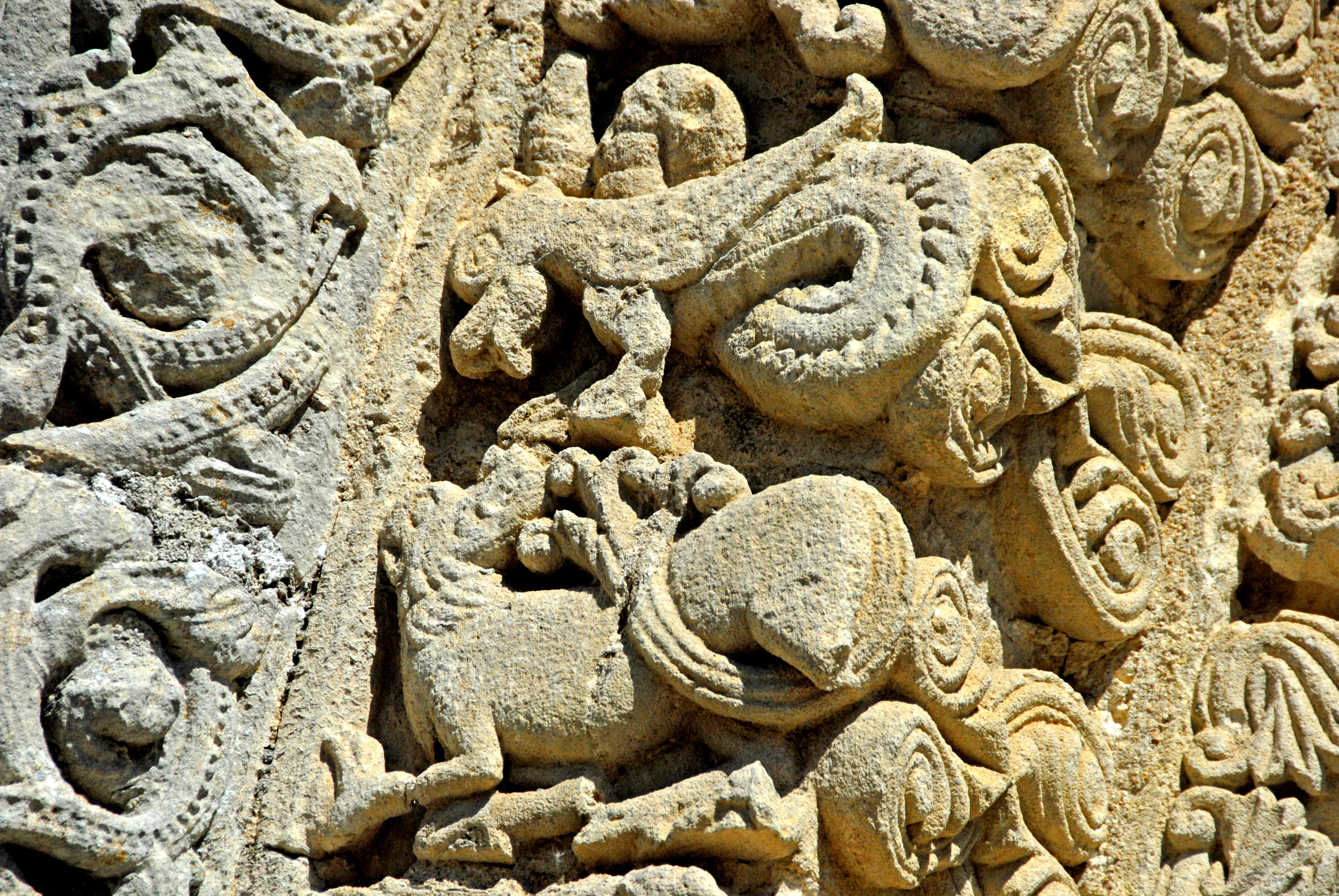
St-Hérie, Archivoltenboge 3, Detail

Das zentrale Archivoltenfenster sitzt fast direkt auf dem Archivoltenportal des Erdgeschosses auf, nur durch das schmale die Fassade waagerecht unterteilenden Gesimsband getrennt. Die insgesamt fünf Archivolten-Säulen sind in zwei Gruppen unterteilt, in die inneren drei und die äußeren zwei, getrennt durch einen Streifen Wandfläche. Die Bögen hingegen sind untereinander gleichmäßig breit verteilt. Alle Stirnseiten der Archivoltenbögen haben Ornamente in geometrischer Formensprache, vereinzelt auch auf der Innenseite. Die eigentliche Fensteröffnung ist sehr schmal und um zwei Meter hoch.

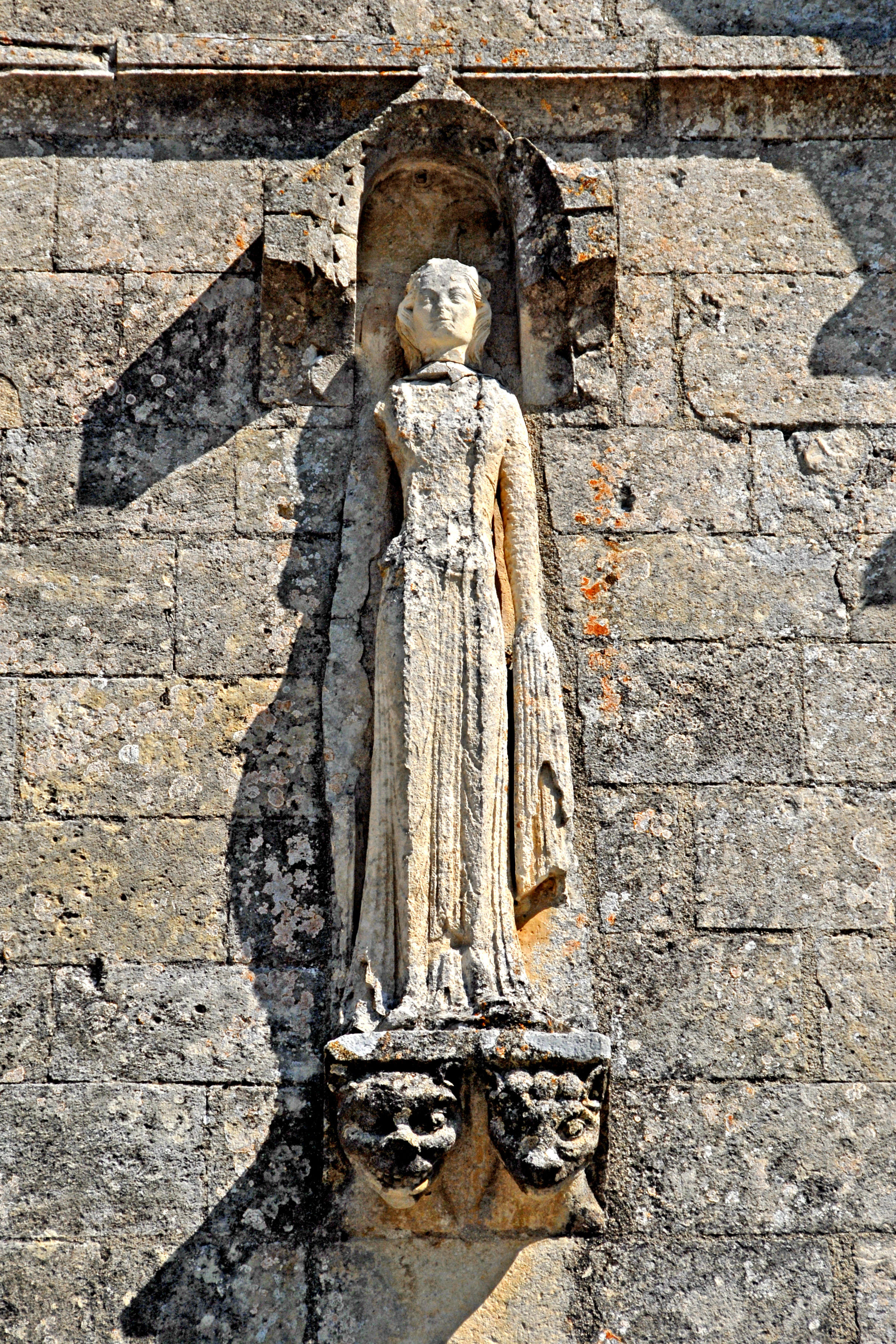
St-Hérie, Monumentalstatue

Sein kleiner Halbkreisbogen ist bereits geometrisch geschmückt. Das Fenster wir umgeben durch die tiefen Gewände aus den Archivolten. Der fünfte und äußerste Bogen wird nicht von Gewändesäulen, sondern von den fassaden- teilenden Säulenpaaren getragen. Er wird noch einmal umfangen von einem ausladenden Schmuckprofil.
Ähnlich wie im Erdgeschoss übernimmt das einzige erhaltene zweistufige Archivolten-Blindfenster auf der rechten Seite der Fassade die Schmuckornamente des mittleren Fensters. Das gilt auch für die Kämpfer-Ornamentik auf dem Gesimsband der Innenfläche des Blindfensters.
Im Brüstungsfeld dieses Blindfensters gibt es eine Monumentalskulptur, die einst im linken Fassadenfeld eine Entsprechung hatte. Es handelt sich offensichtlich um eine höher gestellte weibliche Persönlichkeit, in einem bis auf die Füße reichenden eher herrschaftlichen Gewand, mit Schmuckbändern, die von den Schulten bis zu Saum reichen. Der rechte Arm fehlt. Der Kopf wurde im Rahmen einer Restaurierung ersetzt. Der linke Arm hängt locker herab, und der Ärmel ist ab dem Handgelenk verlängert, mit einem über die Knie hinunterreichenden glockig geschwungenen unten offenen Gebilde. Die verbliebene Kontur des rechten Arms zeigt, dass auch dieser Arm herunter hing und der Ärmel die gleiche Verlängerung aufwies, wie beim linken. Ein solches Kleidungsdetail trägt auch eine weibliche Monumentalskulptur auf der Fassade von Saint-Martin de Chadenac. Die dortige Person wird als Prinzessin gedeutet, die vom hl. Georg aus der Gewalt des Drachen befreit worden ist.
Die Skulptur steht auf einem ausladenden Sockel, der von zwei Monsterköpfen getragen wird. Über dem Kopf gibt es ein über die Schulter der Person hinaus reichendes Schutzdach.
Die kargen Reste einer zweiten monumentalen Skulptur im fast verschwundenen Archivolten-Scheinportal auf der linken Fassadenseite wird als Reiterstandbild gedeutet.